# Biserica de lemn din Miercurea Nirajului

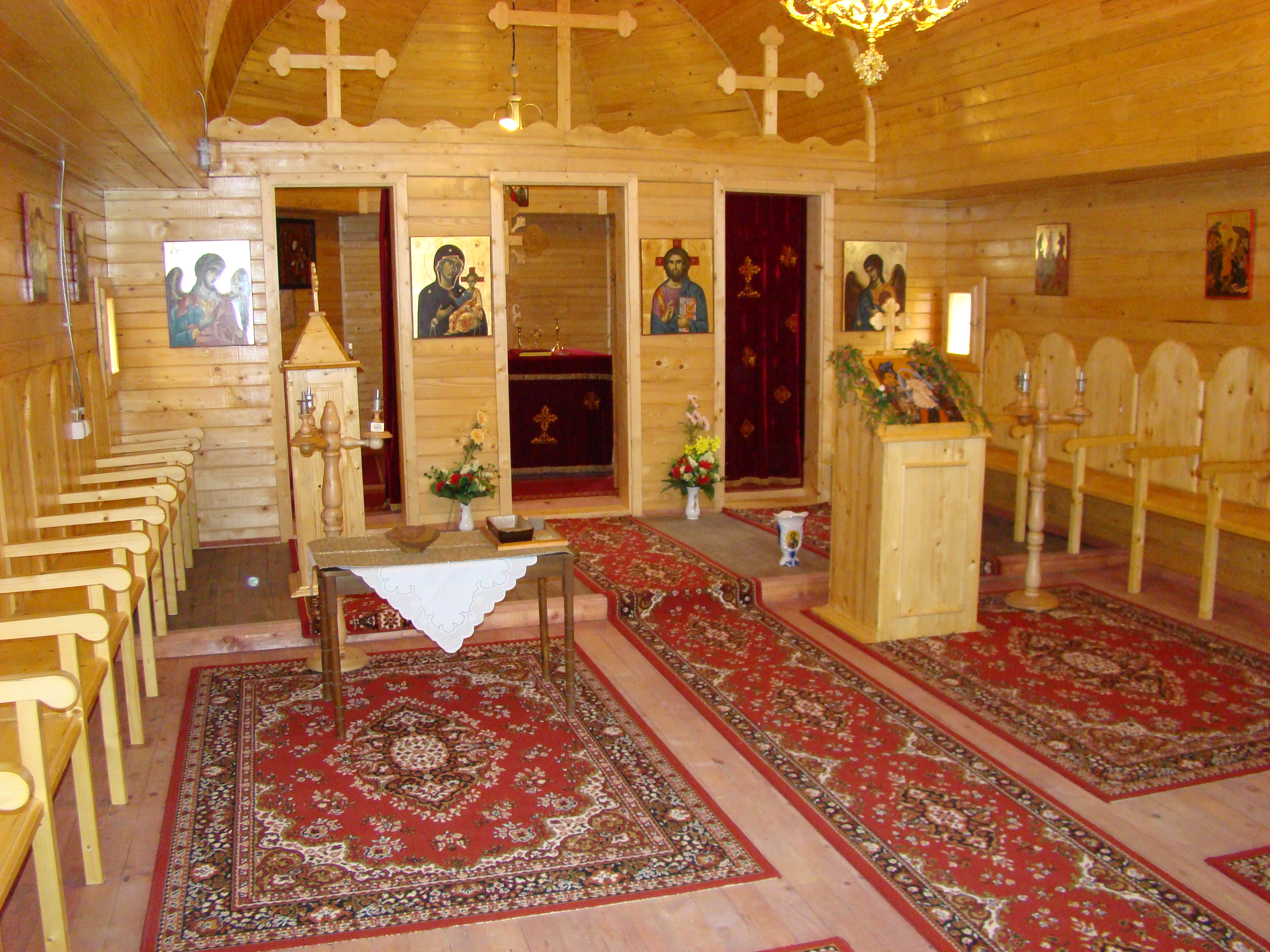
Interiorul navei

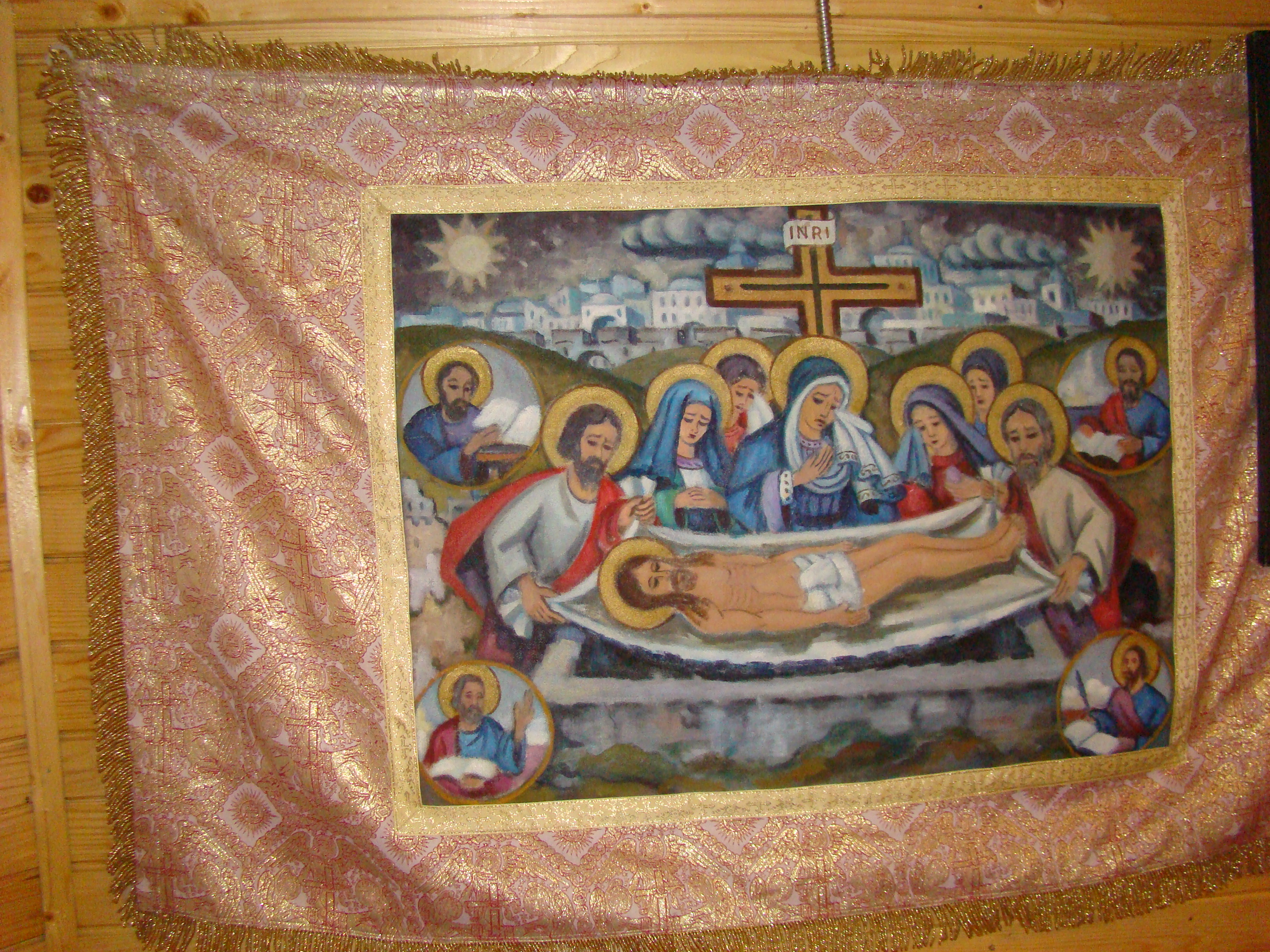
Epitaful

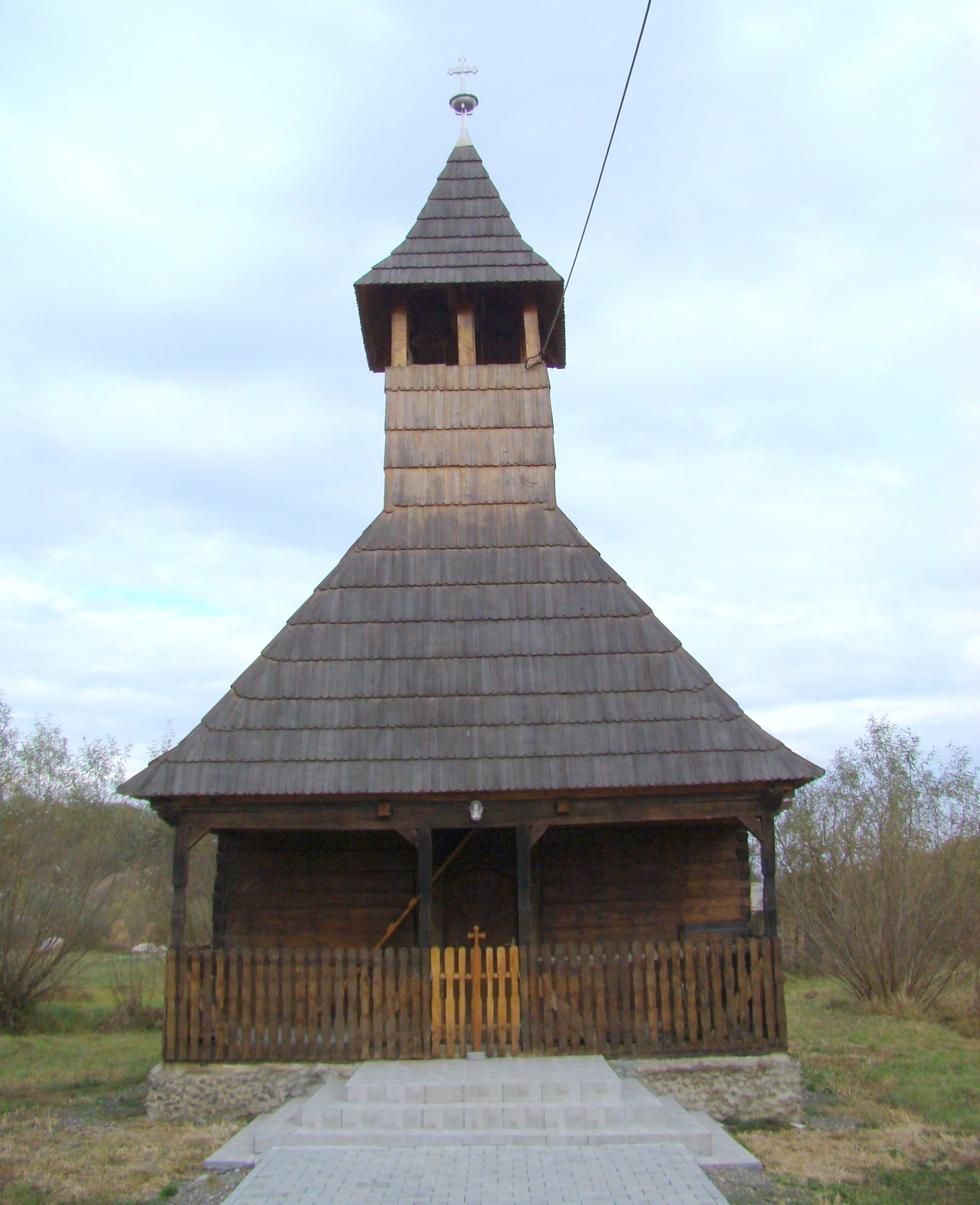
Biserica (vest)

Biserica de lemn din Miercurea Nirajului (în maghiară Nyárádszeredai fatemplom), din satul Sântandrei, actualmente înglobat în orașul Miercurea Nirajului, județul Mureș. Anul edificării ar putea fi 1843, după unii specialiști, biserica fiind consemnată în șematismele bisericii greco-catolice încă din anul 1750. Are hramul „Sfinții Arhangheli Mihail și Gavriil”. Biserica se află pe noua listă a monumentelor istorice sub codul LMI:  MS-II-m-A-15720.

## Istoric
Satul Sântandrei, în prezent înglobat în localitatea Miercurea Nirajului, a fost pentru prima dată atestat documentar în anul 1409, sub numele de Andrasfalua, parohia de aici fiind în trecut un important centru ecleziastic, cu mai mult filii.
Biserica din Sântandrei a fost consemnată pentru prima dată în anul 1750, când avea un preot unit, iar mai apoi în anii 1760-1762. Șematismul greco-catolic de la 1900, consemnează că biserica a fost ridicată în 1843, interpretarea fiind însă greșită, deoarece la acea dată s-au efectuat, în fapt, ample lucrări de reparații și modificări interioare.
La propunerea episcopului de Hajdúdorog, István Miklósy, împăratul Franz Joseph a înființat în data de 6 septembrie 1915 Vicariatul Ținutului Secuiesc cu sediul în Târgu Mureș. Parohia din Sântandrei făcea parte din cele 35 parohii cedate de Arhiepiscopia de Făgăraș și a fost înglobată cu satele învecinate în Protopopiatul Târgu Mureș aflânduse sub conducerea vicarului Gyula Hubán. Prin decretul Apostolica sedes din 9 aprilie 1934 Congregația pentru Bisericile Orientale a readus sub jurisdicția Arhiepiscopiei de Făgăraș și Alba Iulia cele 35 de parohii unite din Ținutul Secuiesc, care fuseseră subordonate Eparhiei de Hajdúdorog.
Populația greco-catolică din Sântandrei figurează în recensământurile între 1880-1910 ca naționalitate maghiară datorită faptului că era vorbitoare nativă de limba maghiară. La recensământul din 1857 consemna pentru Sântandrei un număr de 499 locuitori, din care 258 greco-catolici, 33 romano-catolici, 197 reformați, 1 luteran și 10 unitarieni. La 1900 (potrivit Șematismului greco-catolic) situația confesională se prezenta după cum urmează: 214 greco-catolici, 49 romano-catolici, 220 reformați, 21 unitarieni și 6 israeliți, însă la recensământul oficial figurează 254 greco-catolici, 44 romano-catolici, 298 reformați, 16 unitarieni și 25 israeliți. La recensământurile de după 1920 populația greco-catolică era trecută la naționalitatea română. Astfel, la 1930 recensământul populației a înregistrat 697 locuitori, dintre care 245 români, 396 maghiari, 46 romi și 9 evrei, însă vorbitori de limba română erau doar 40. La recensământul din 1966 au fost trecute în evidențe 20 de români și 869 maghiari.
În anul 1948, după interzicerea Bisericii Române Unite cu Roma, autoritățile comuniste au instalat în biserică o parohie ortodoxă. 
În cursul anului 1980, biserica a fost restaurată, păstrându-se o înfățișare foarte apropiată de cea originară. Lăcașul de cult a beneficiat de o nouă renovare, finalizată în cursul lunii iunie 2008 urmare a eforturilor depuse de preotul Șandor Ioan, ocazie cu care a fost ridicată și o poartă de lemn sculptată.

## Imagini

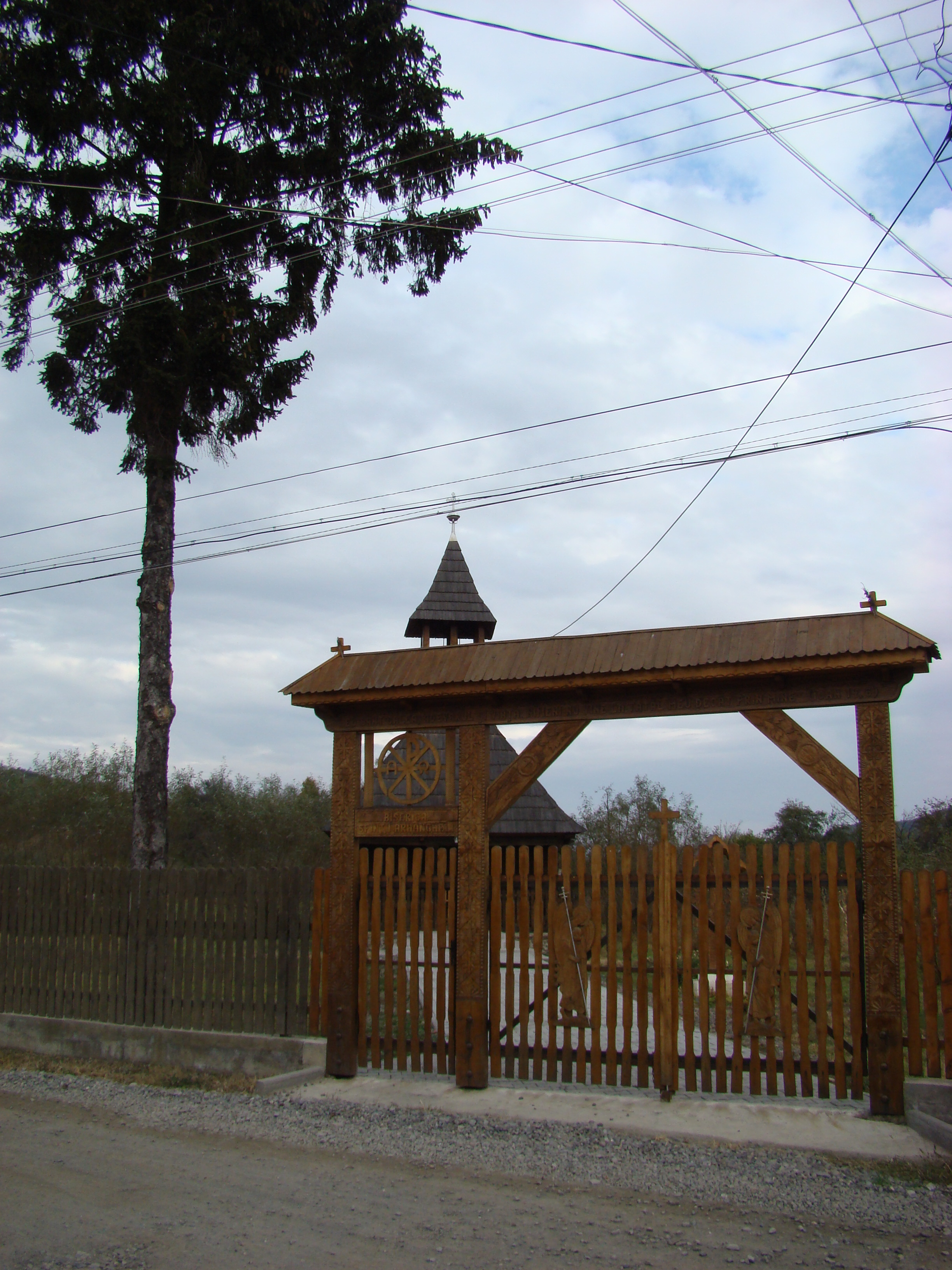
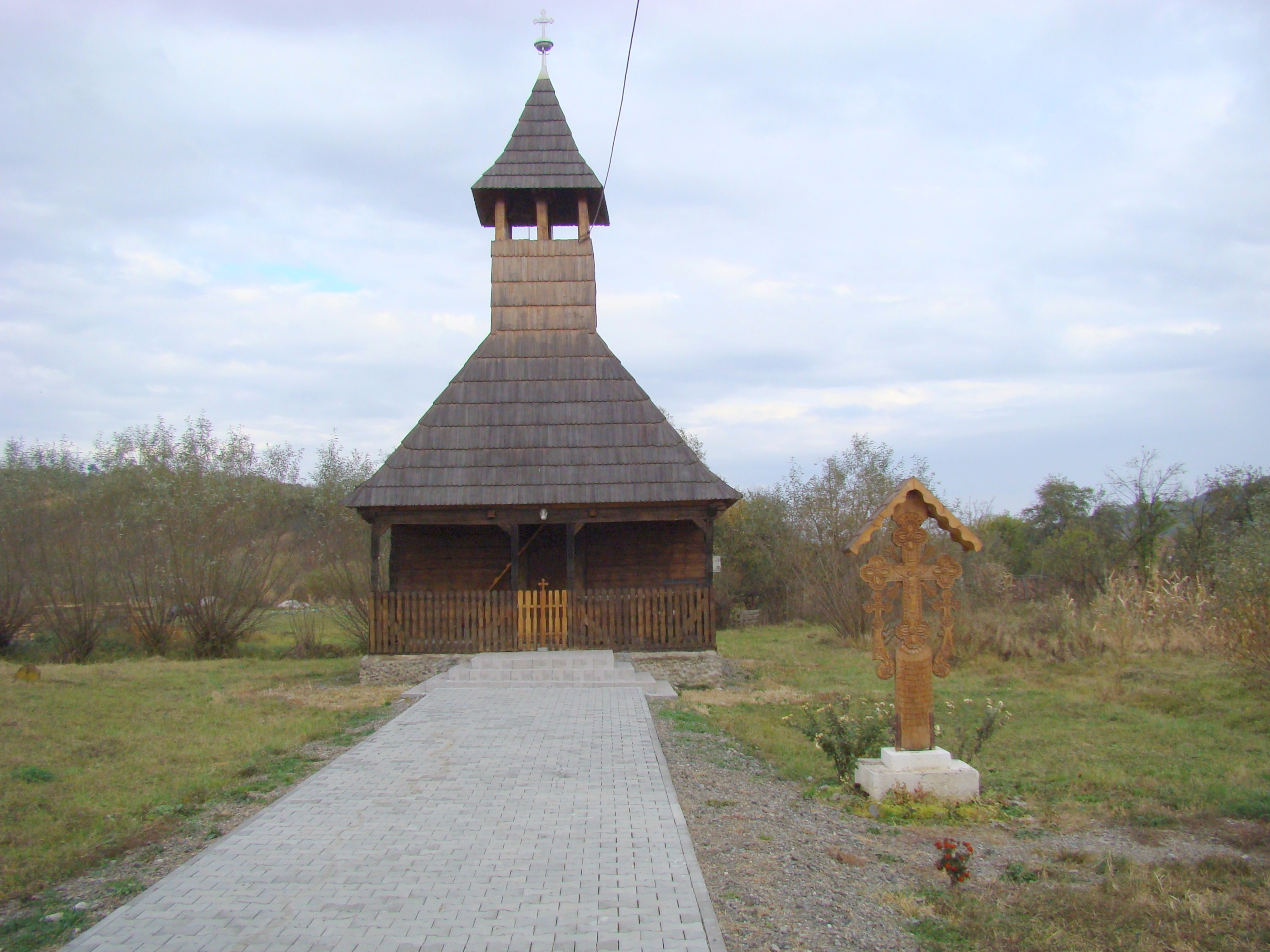
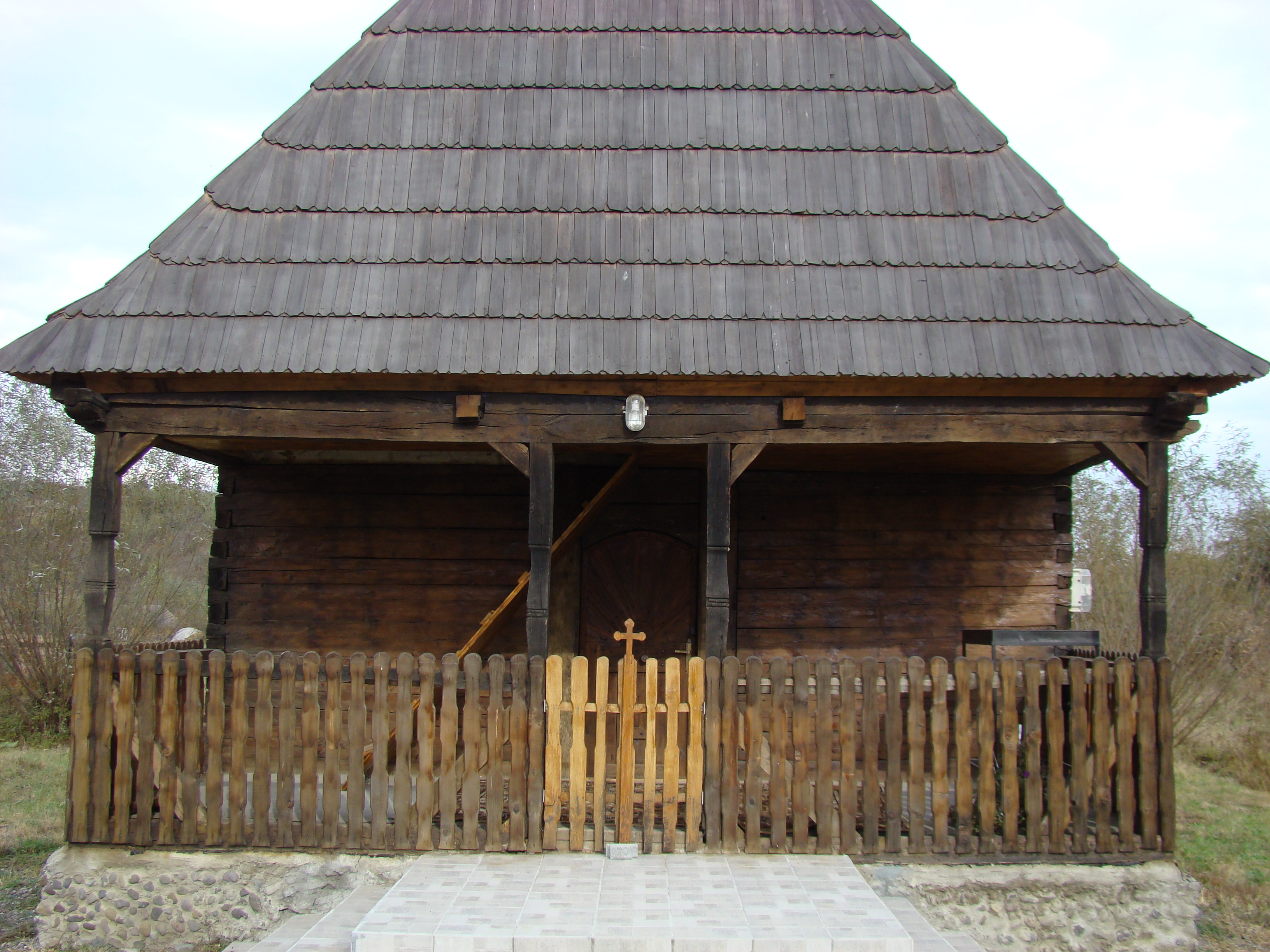
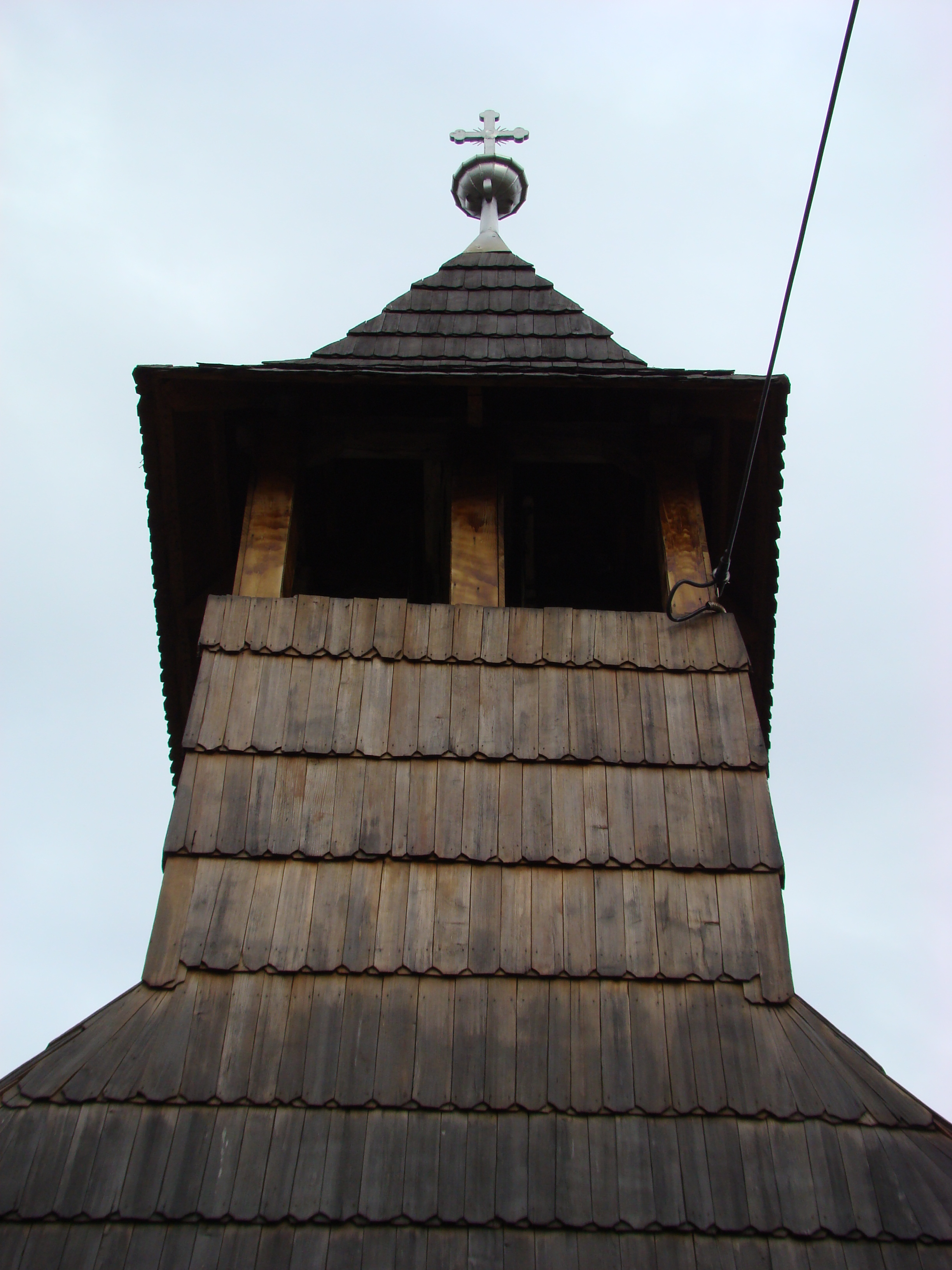
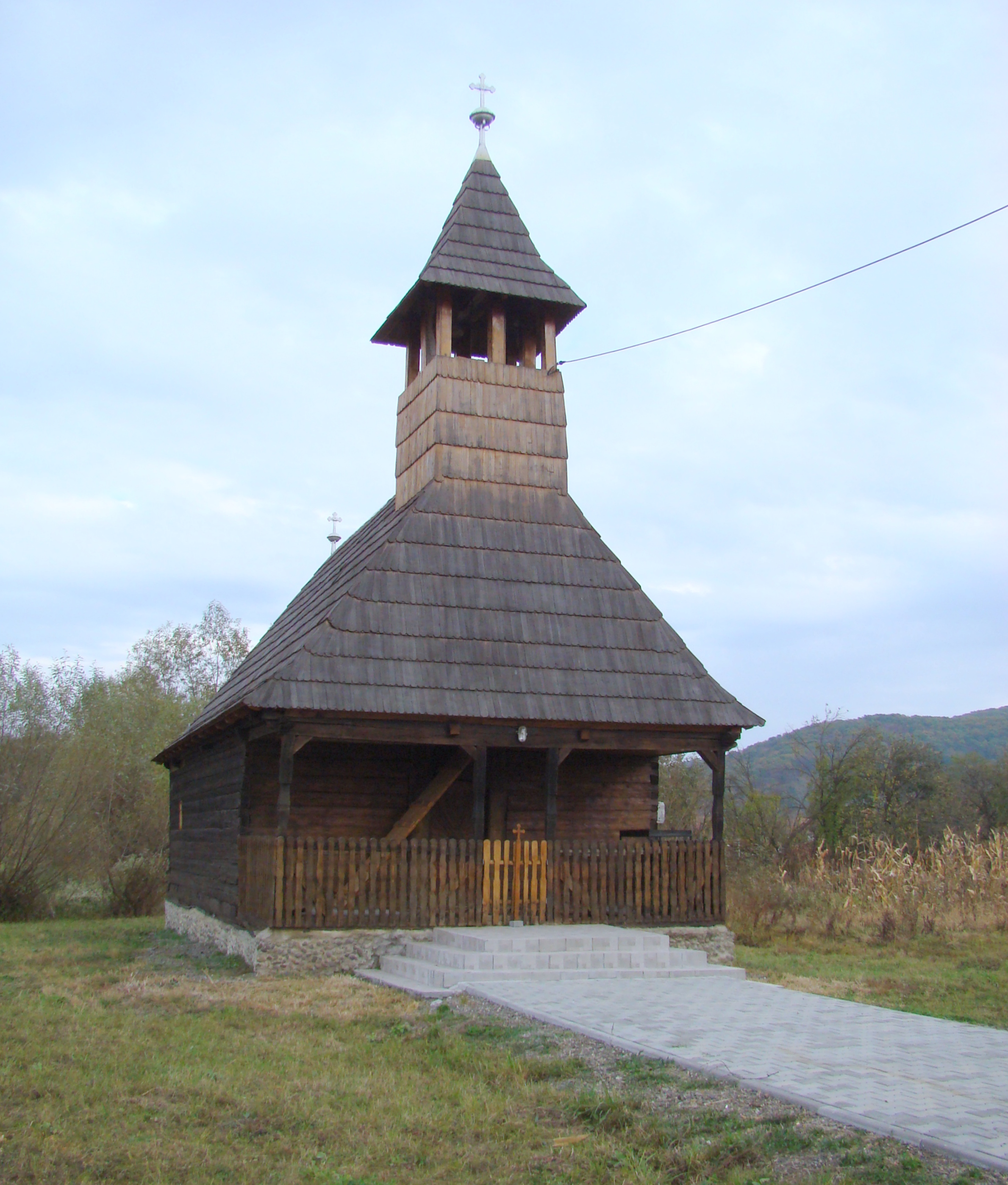
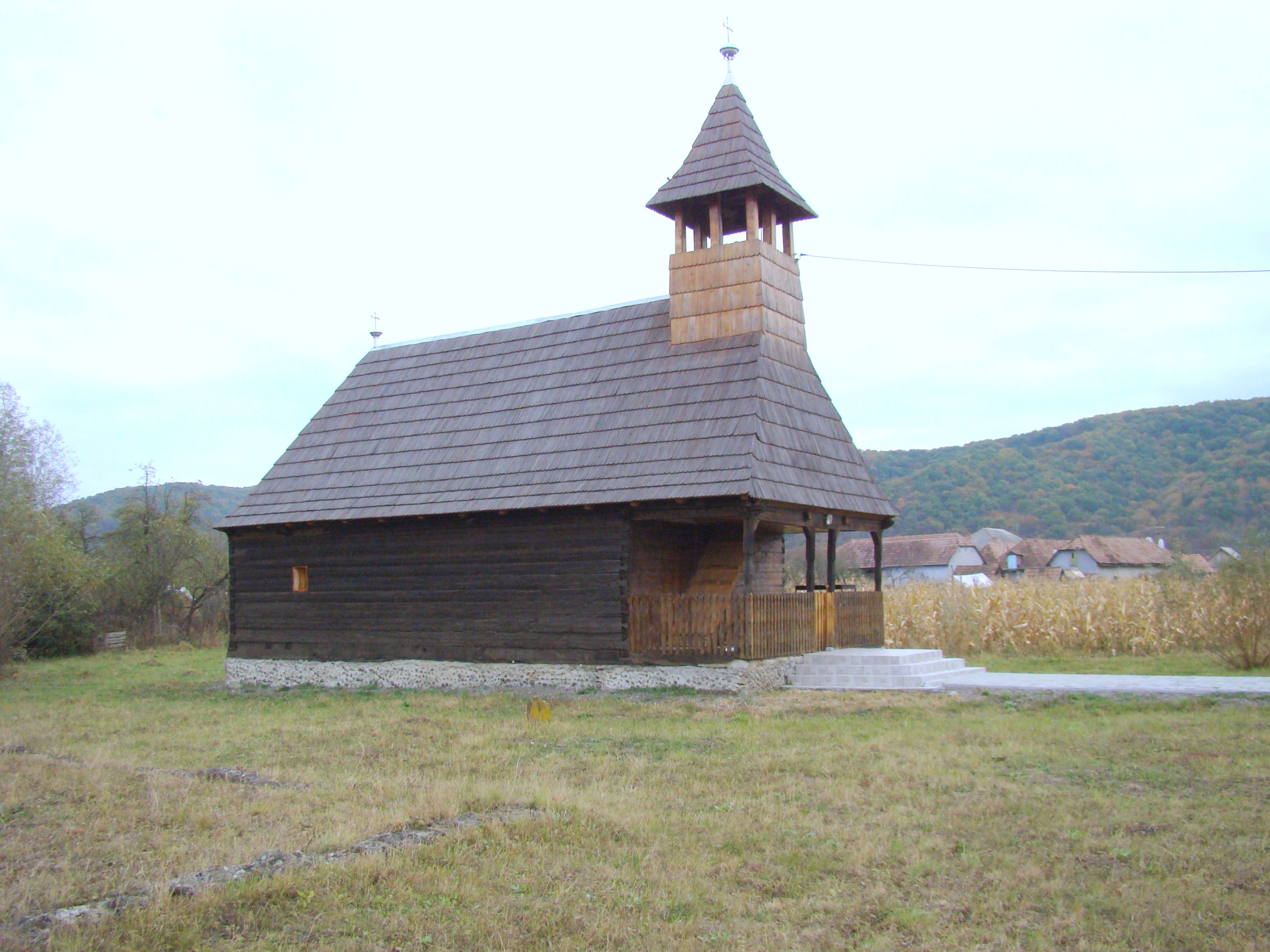
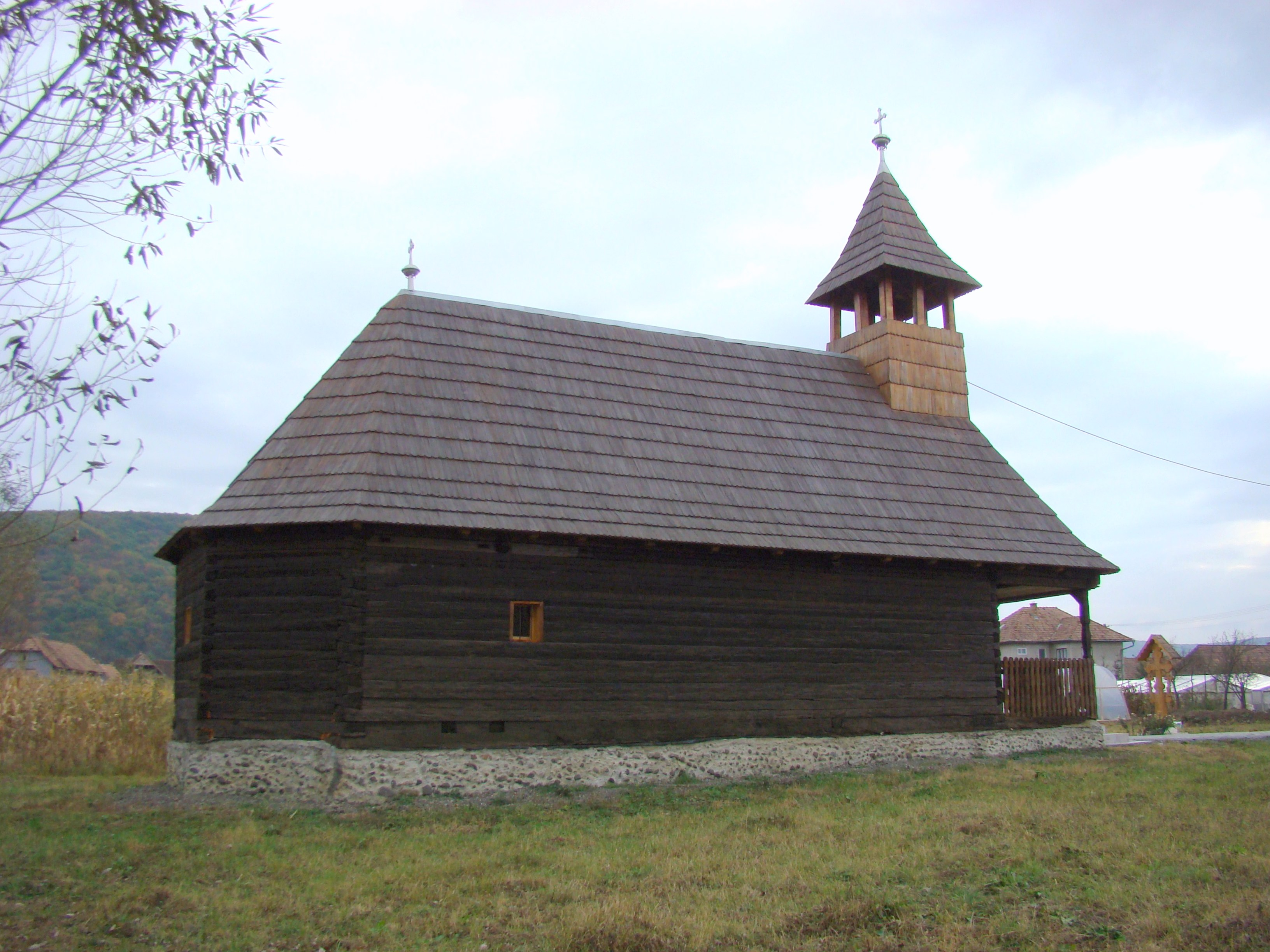
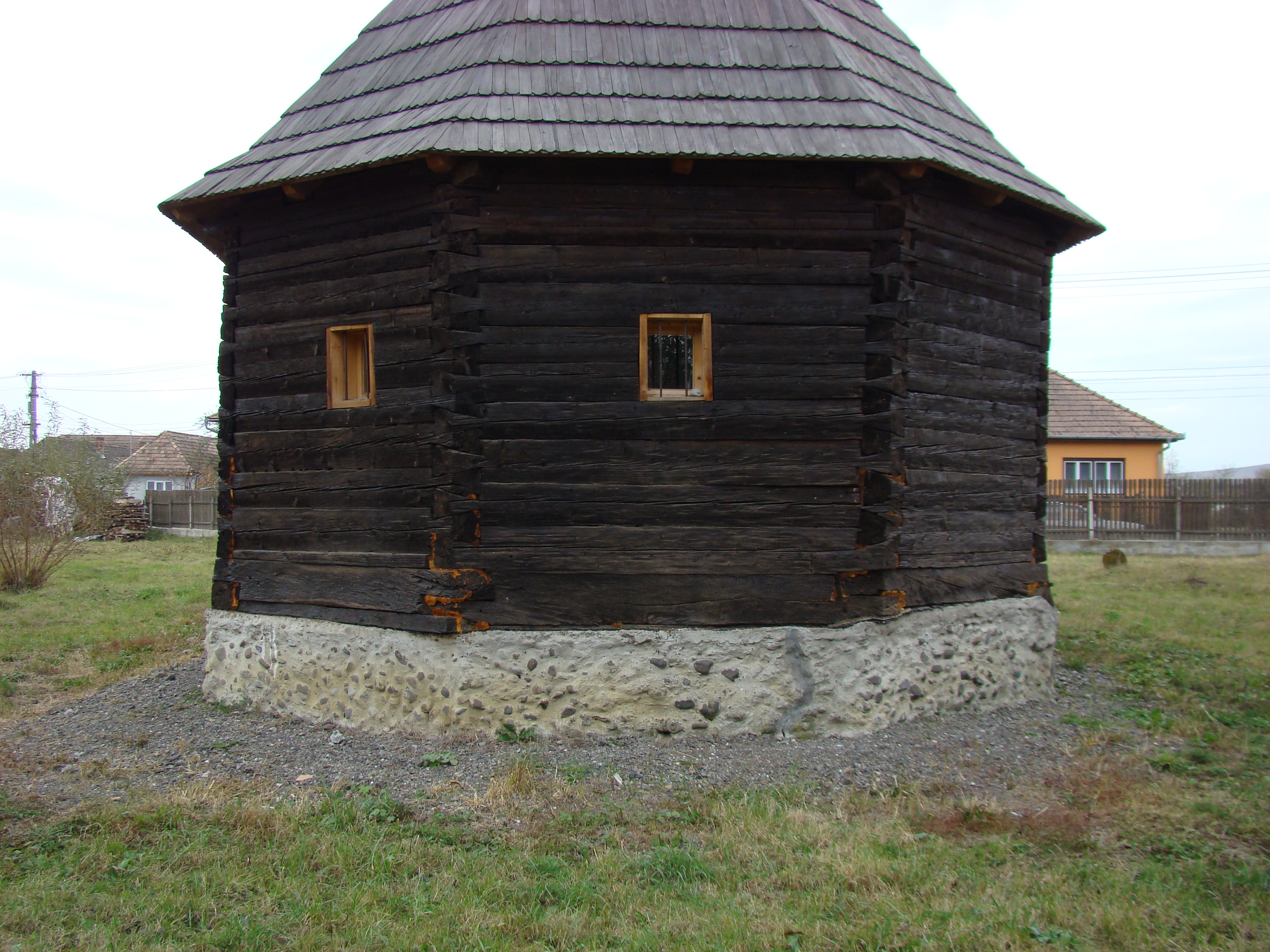
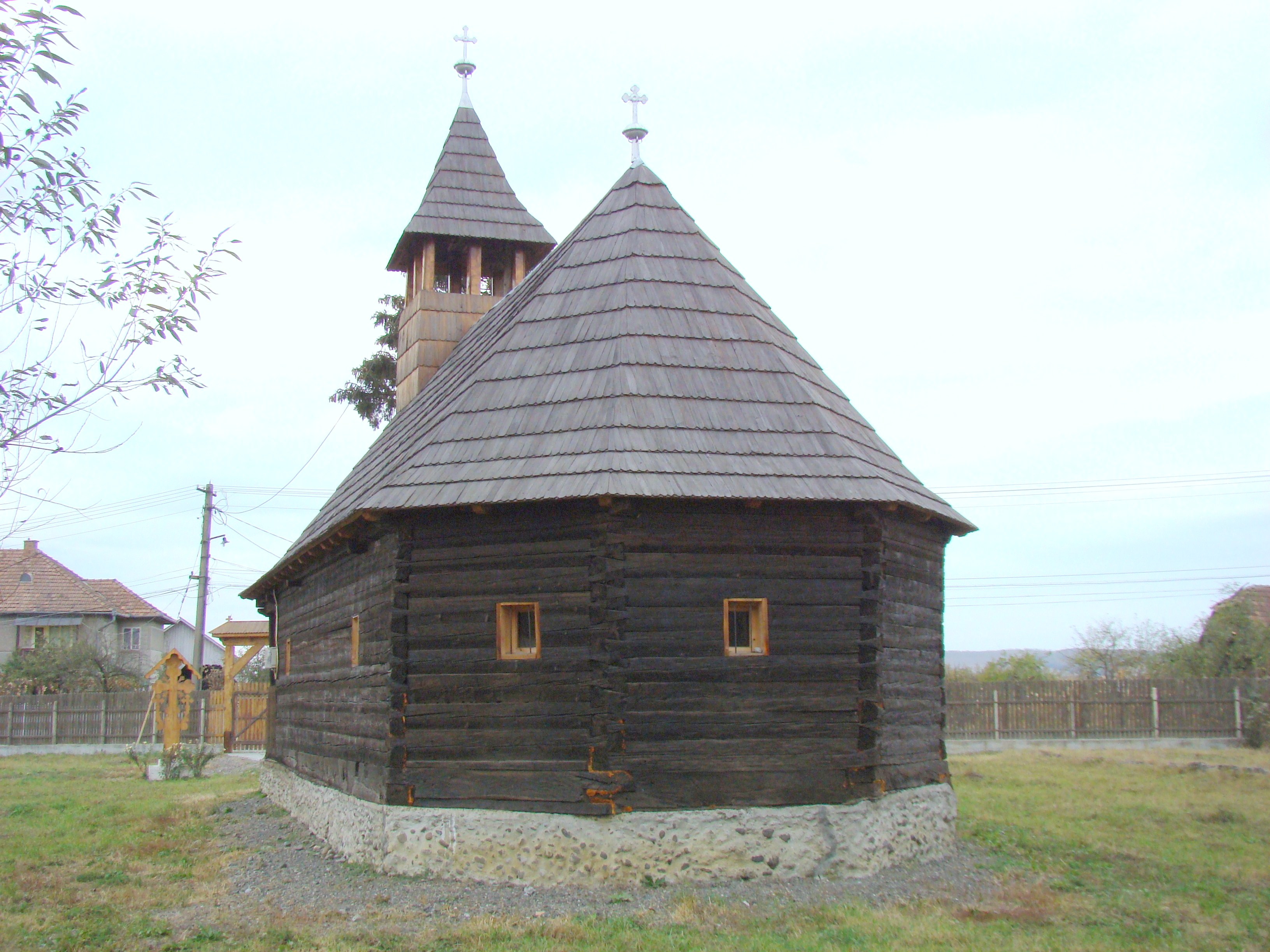
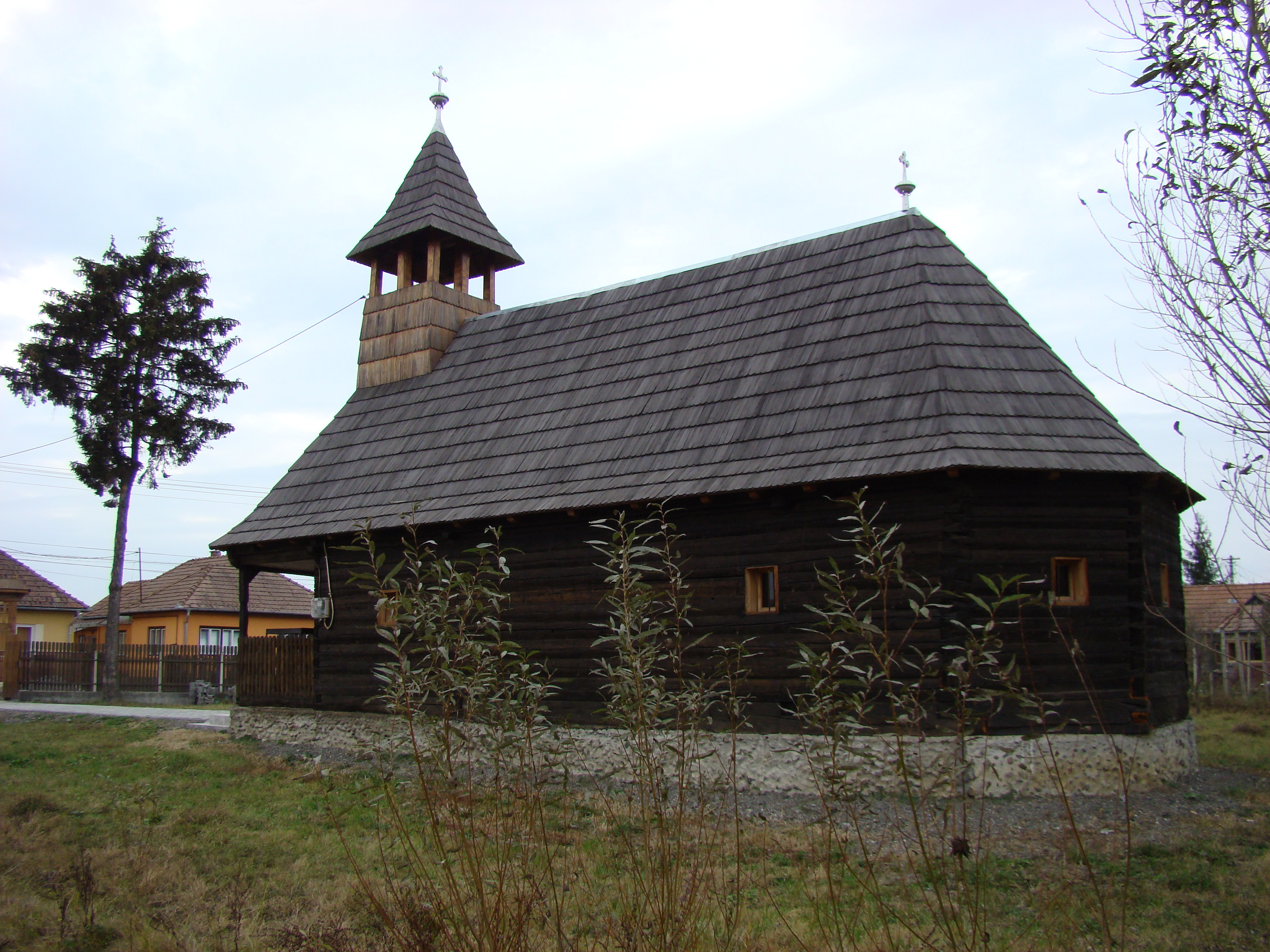
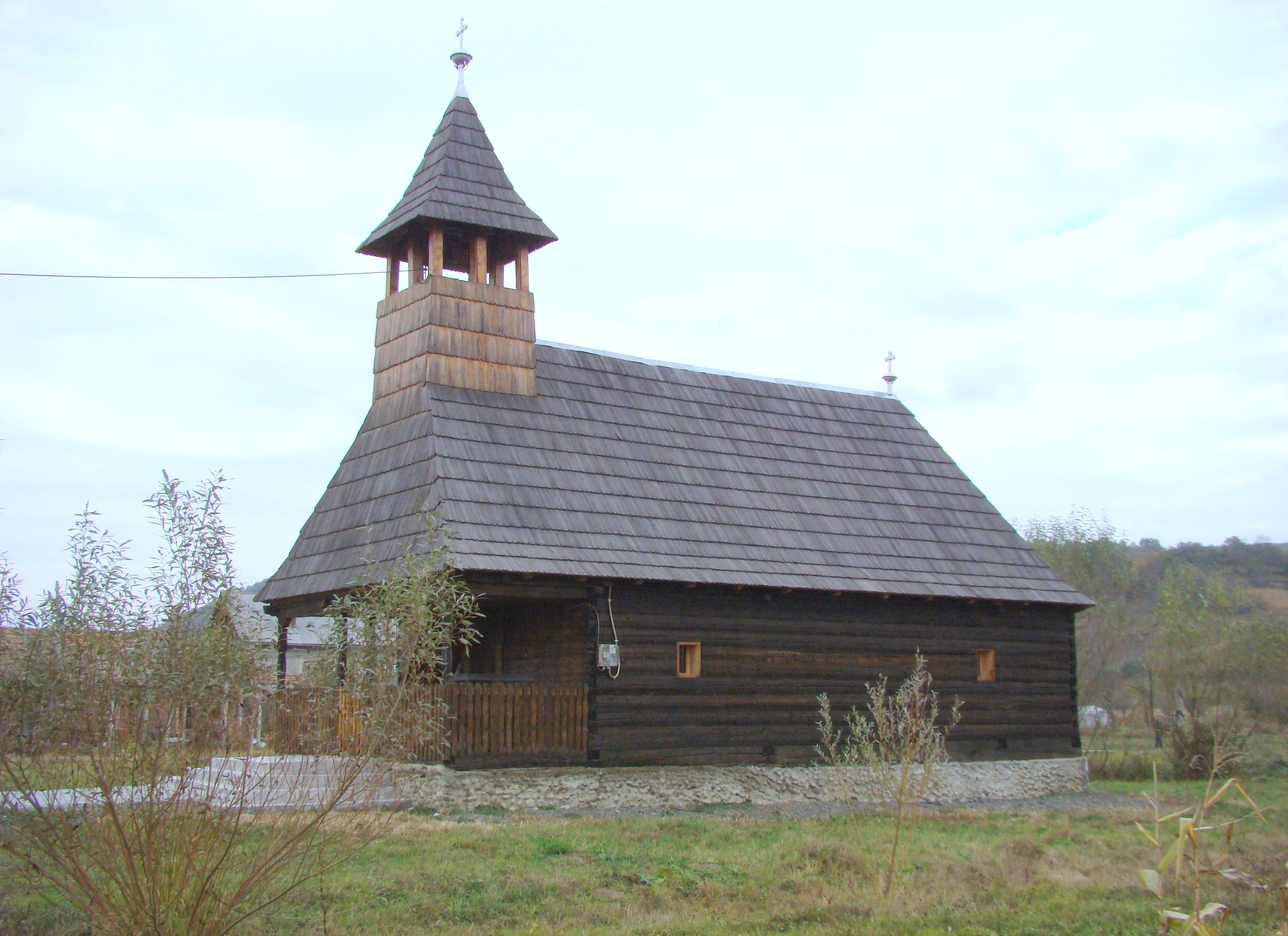
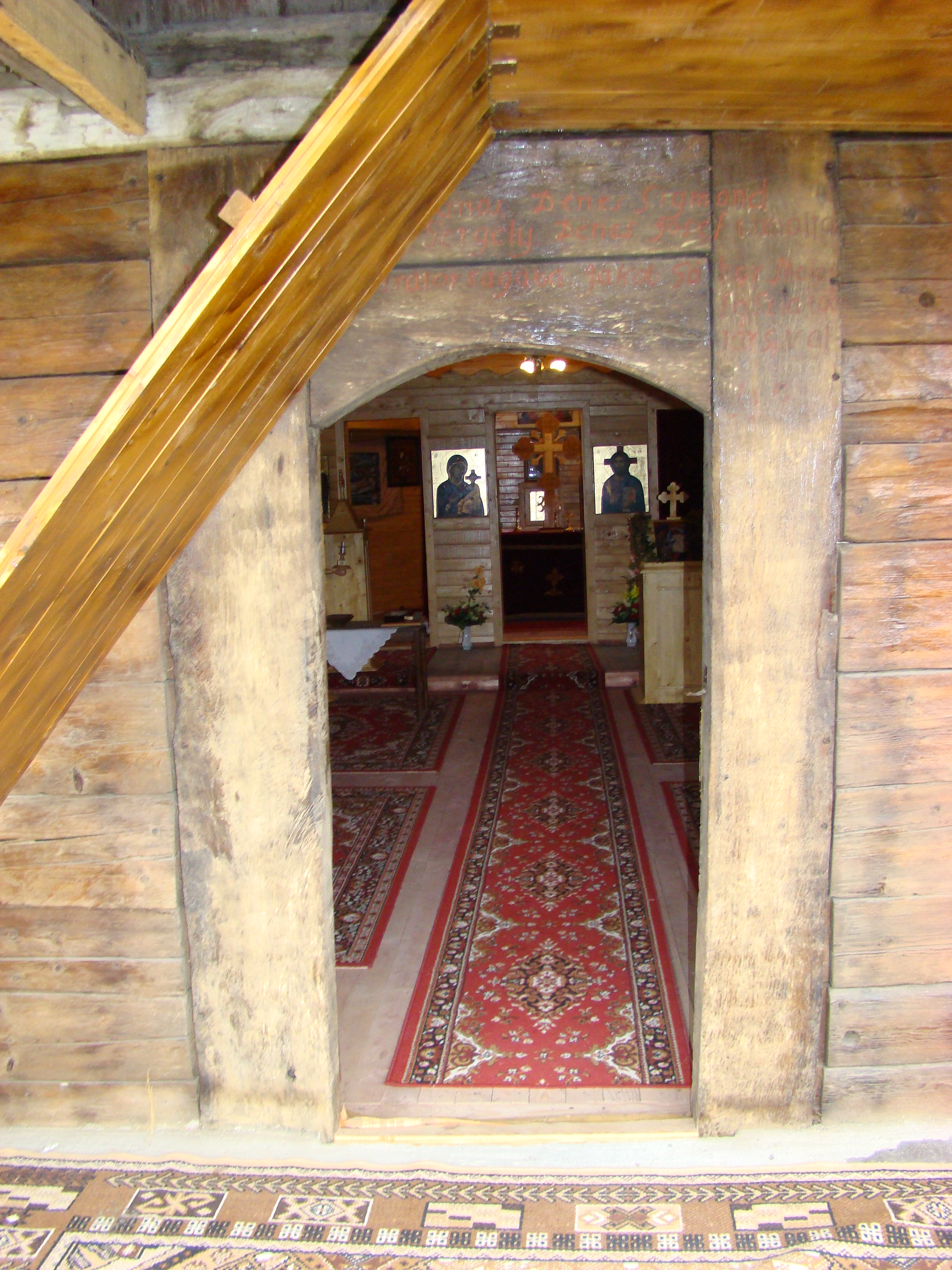
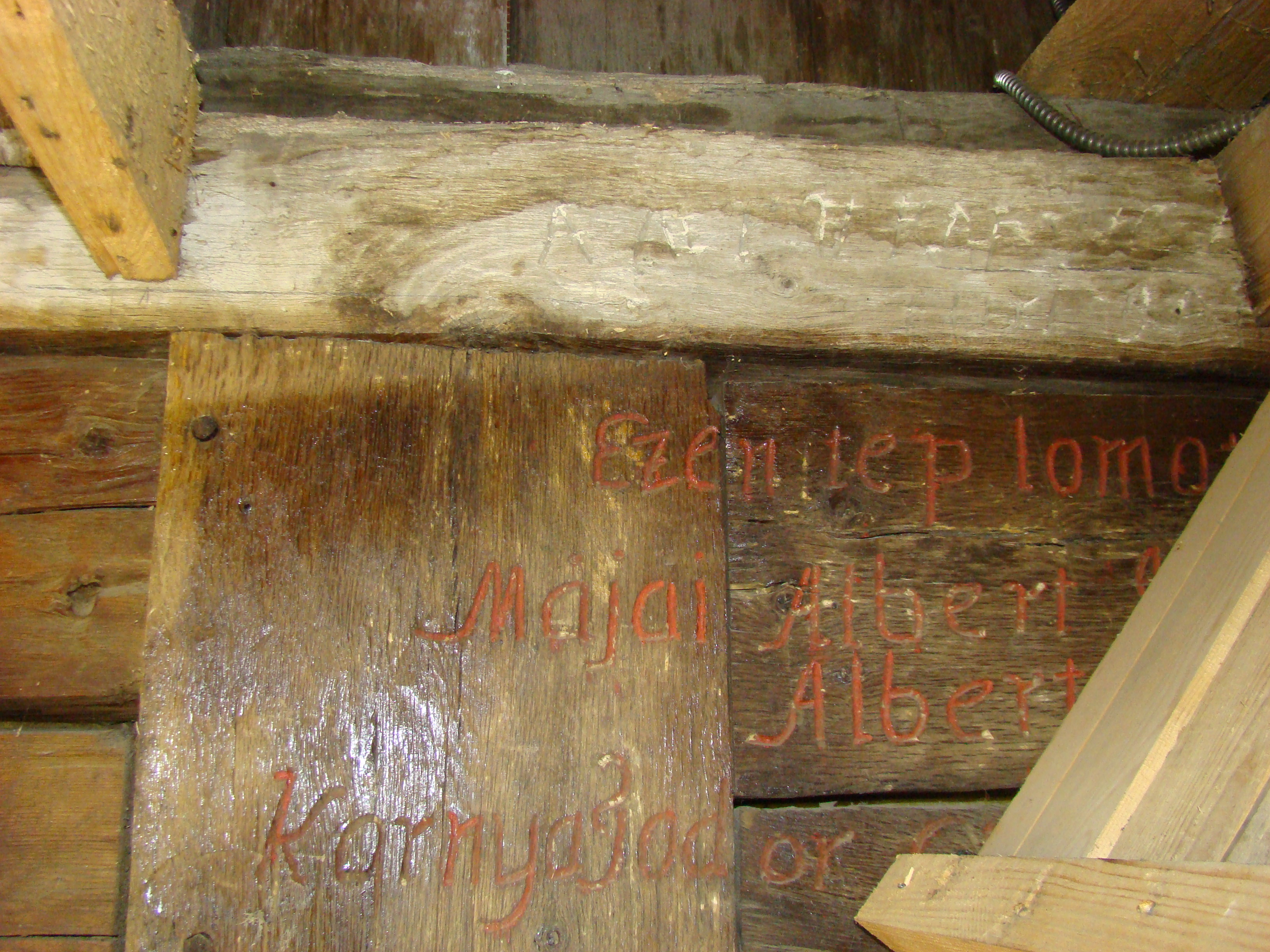
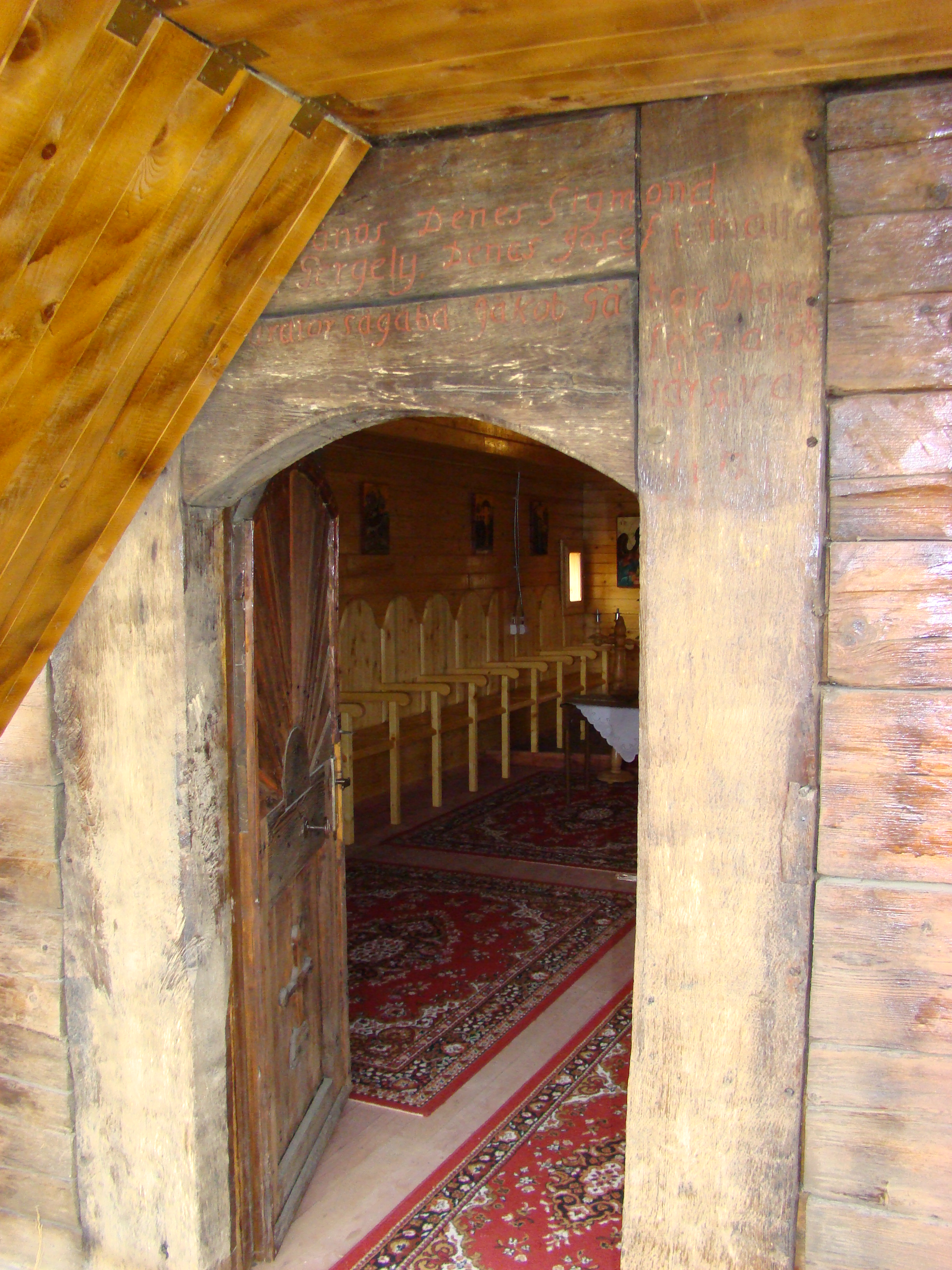
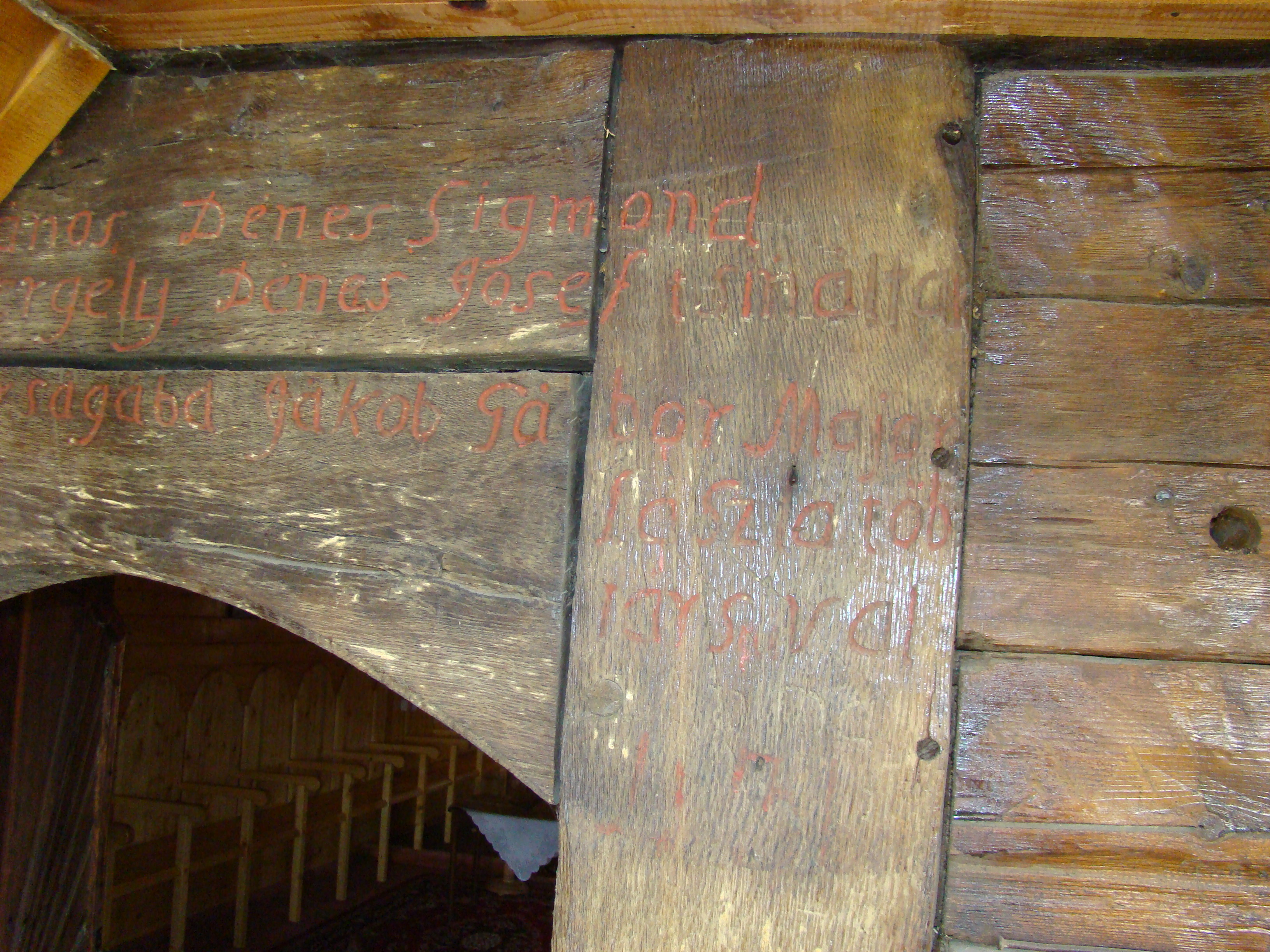
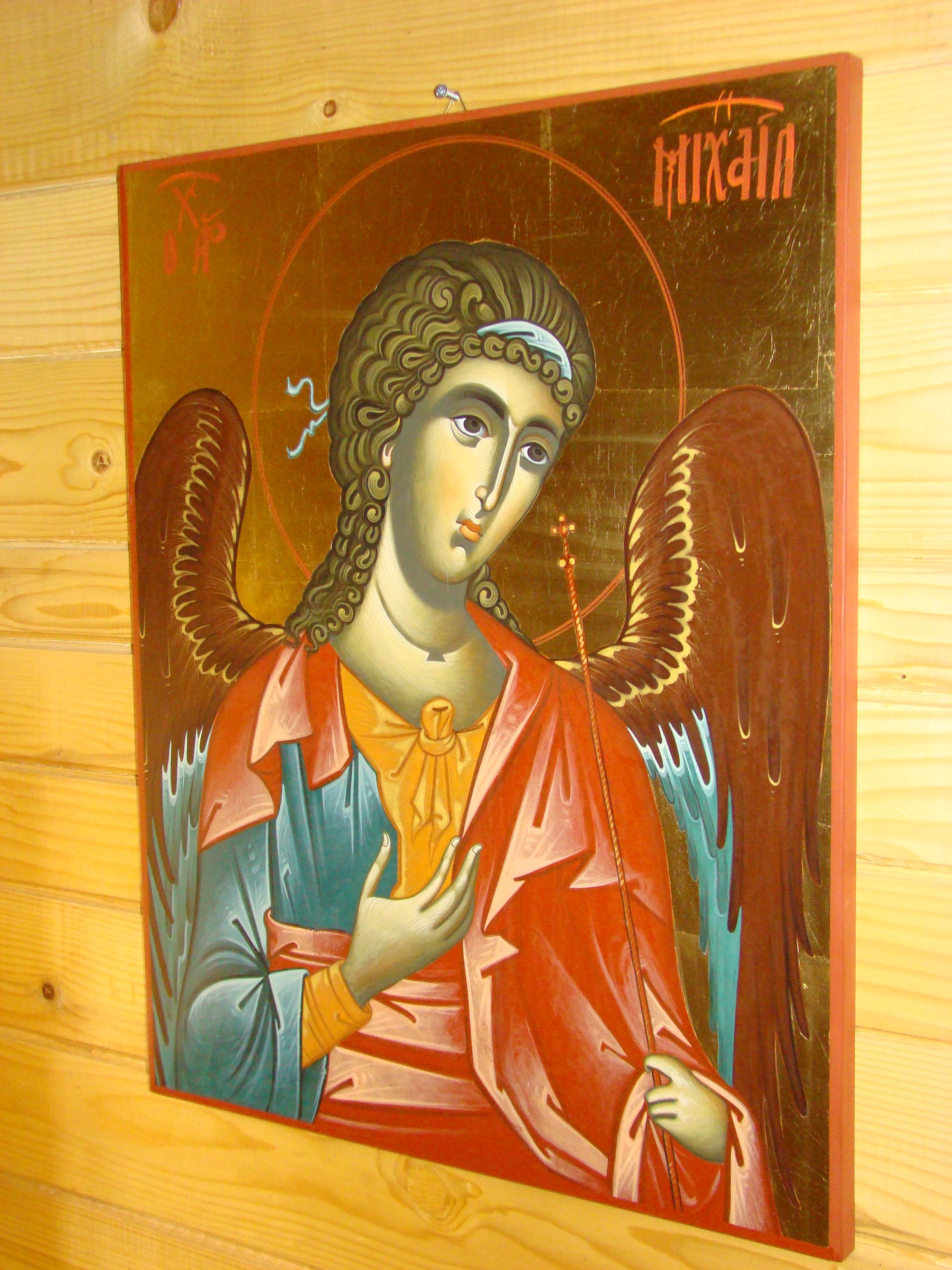
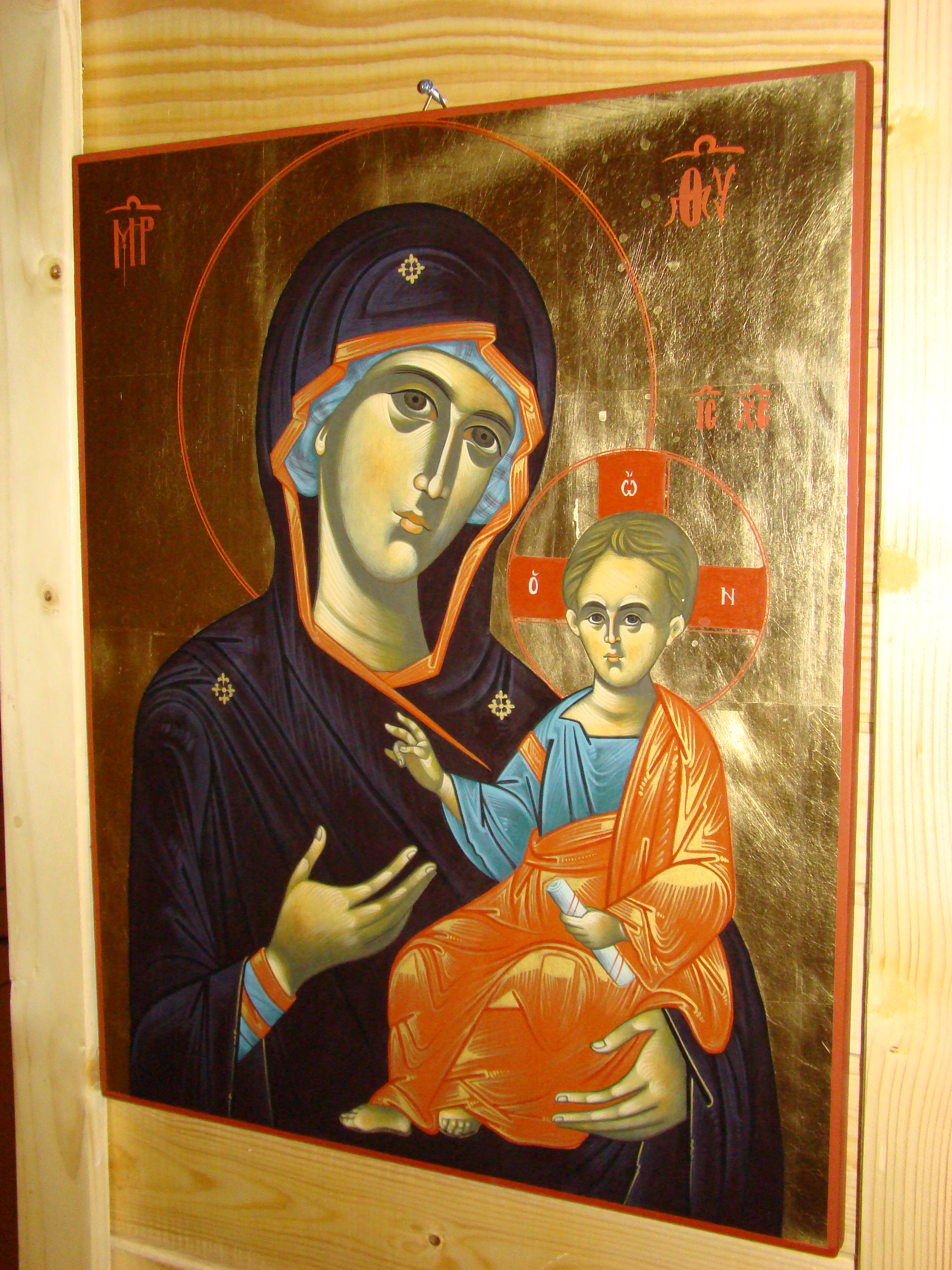
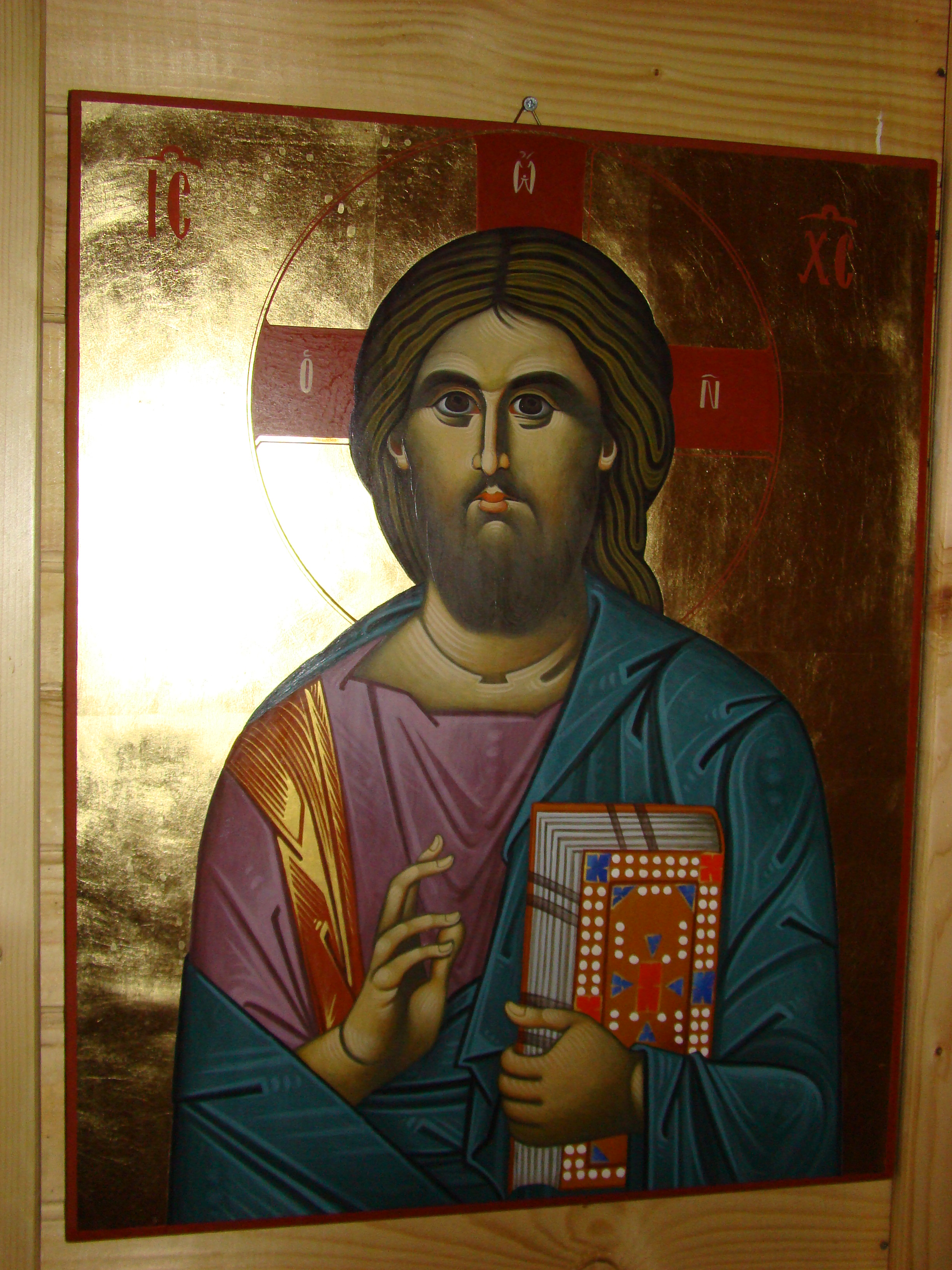
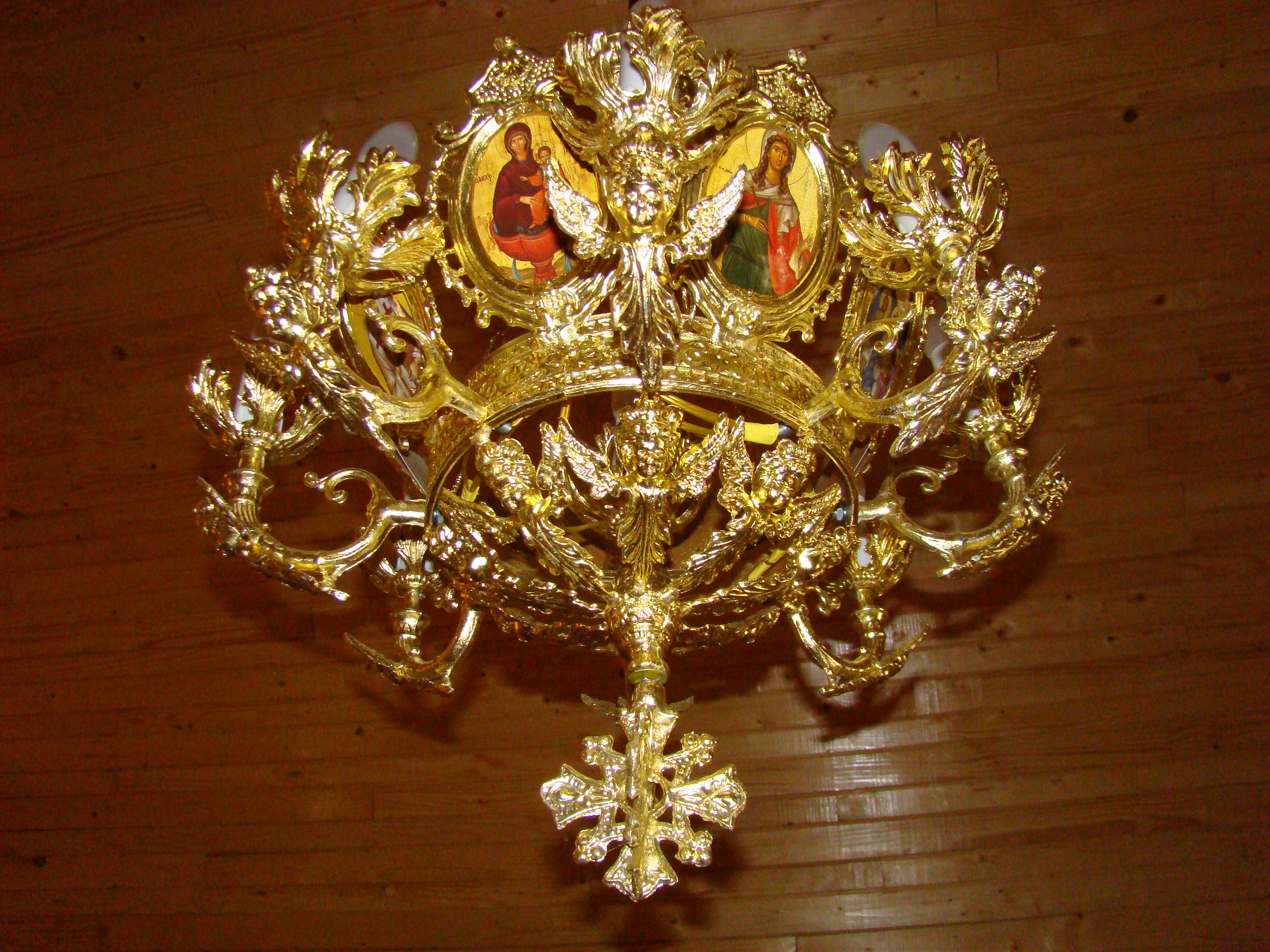
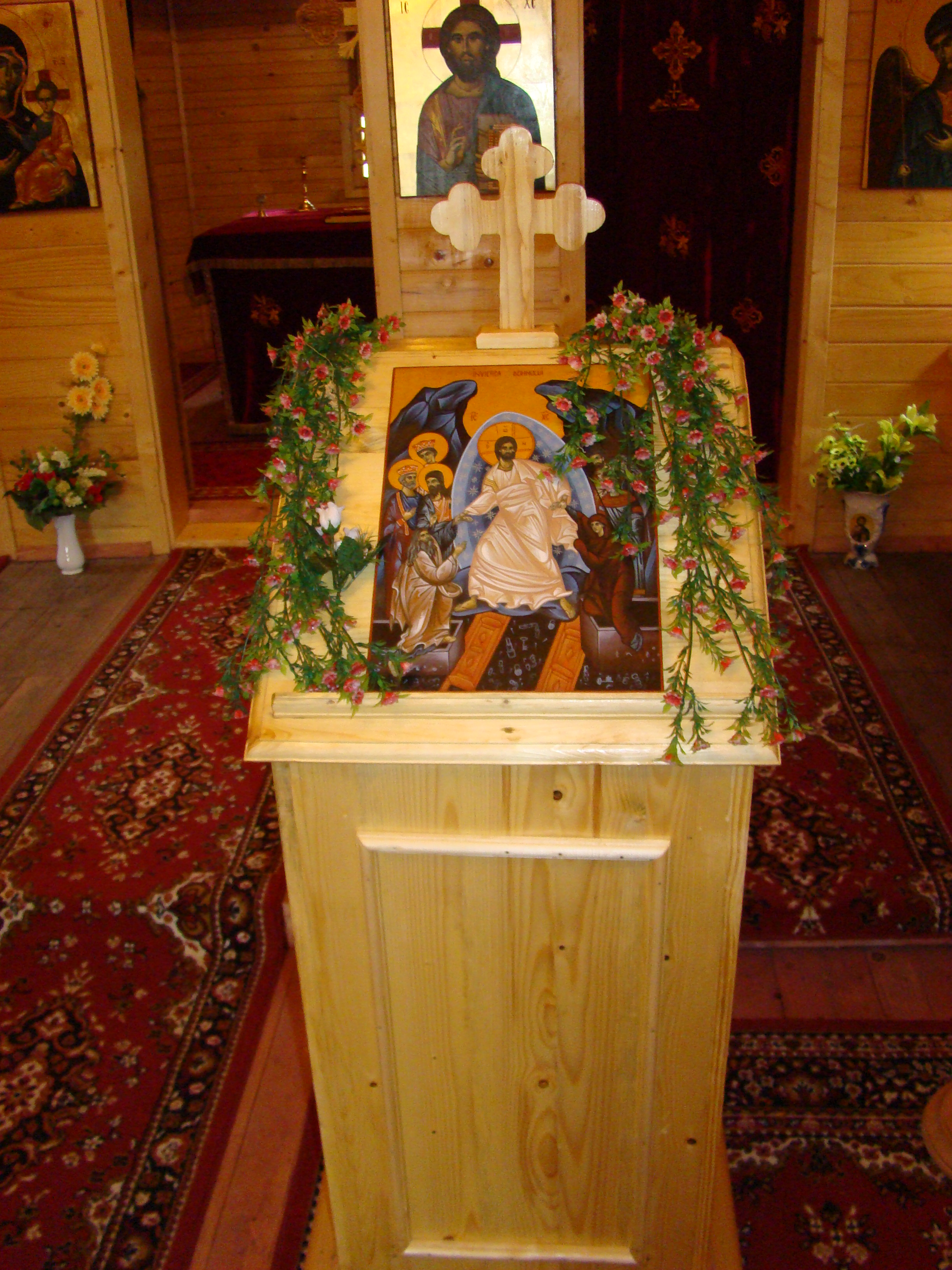
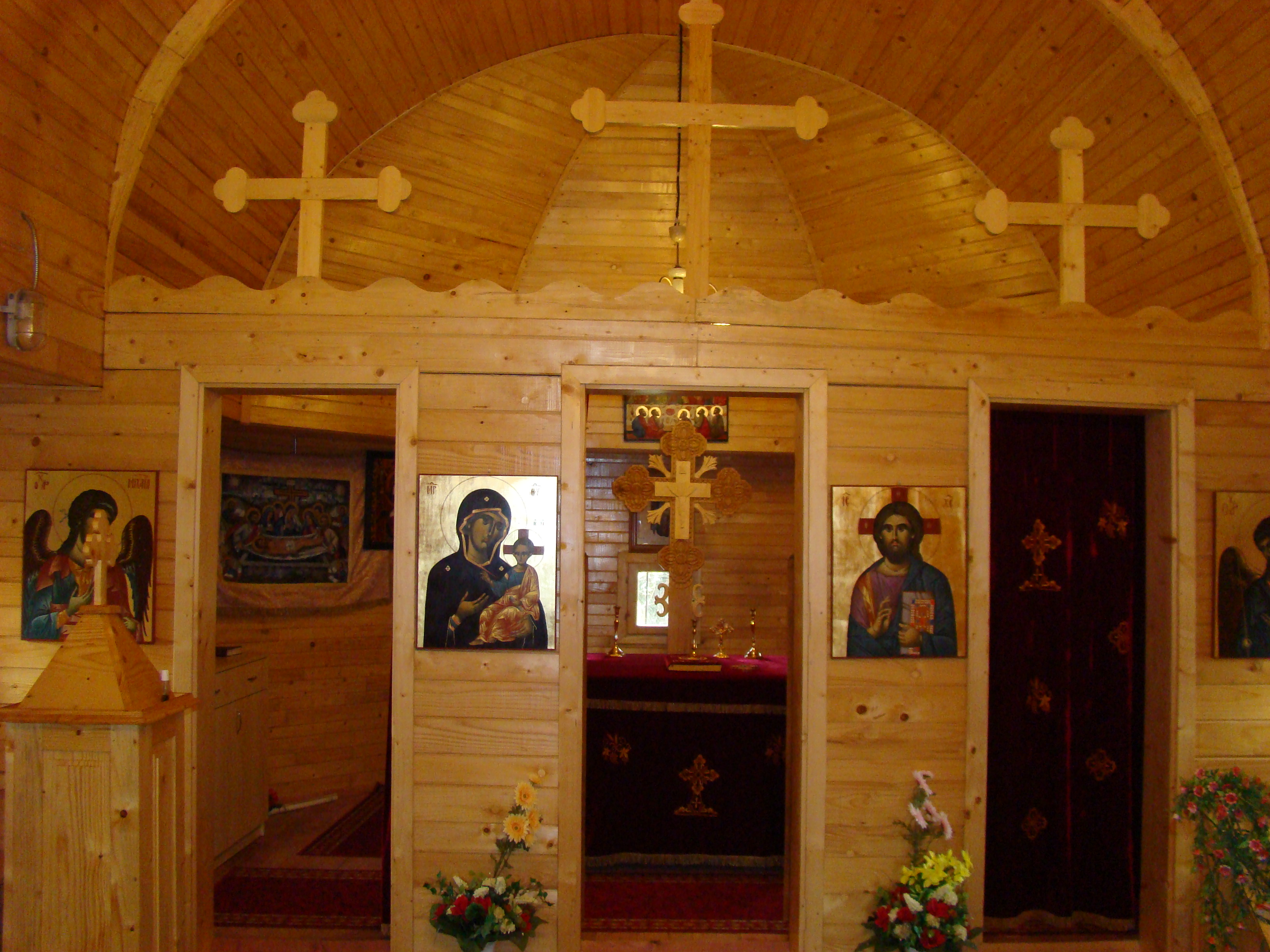
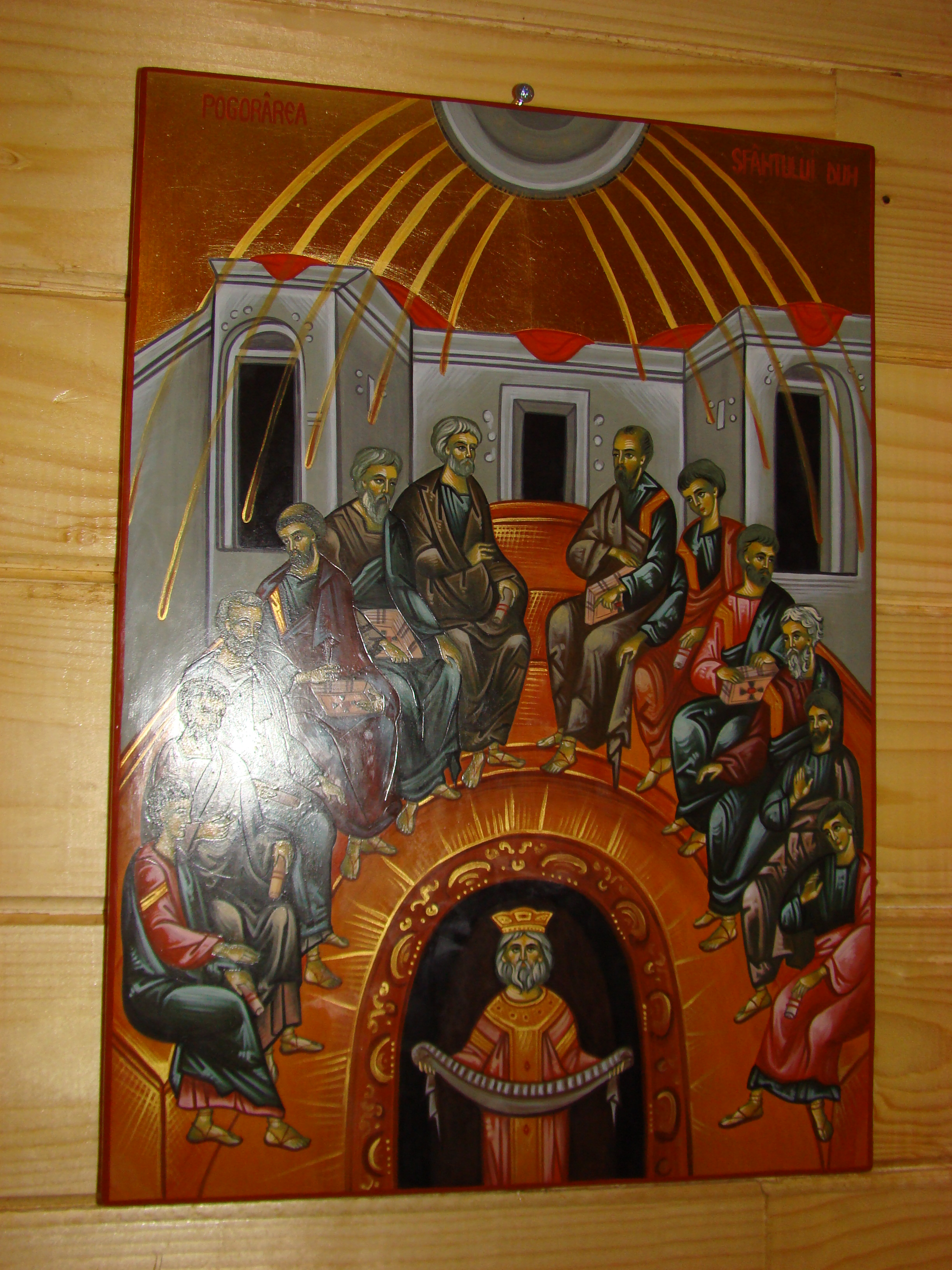
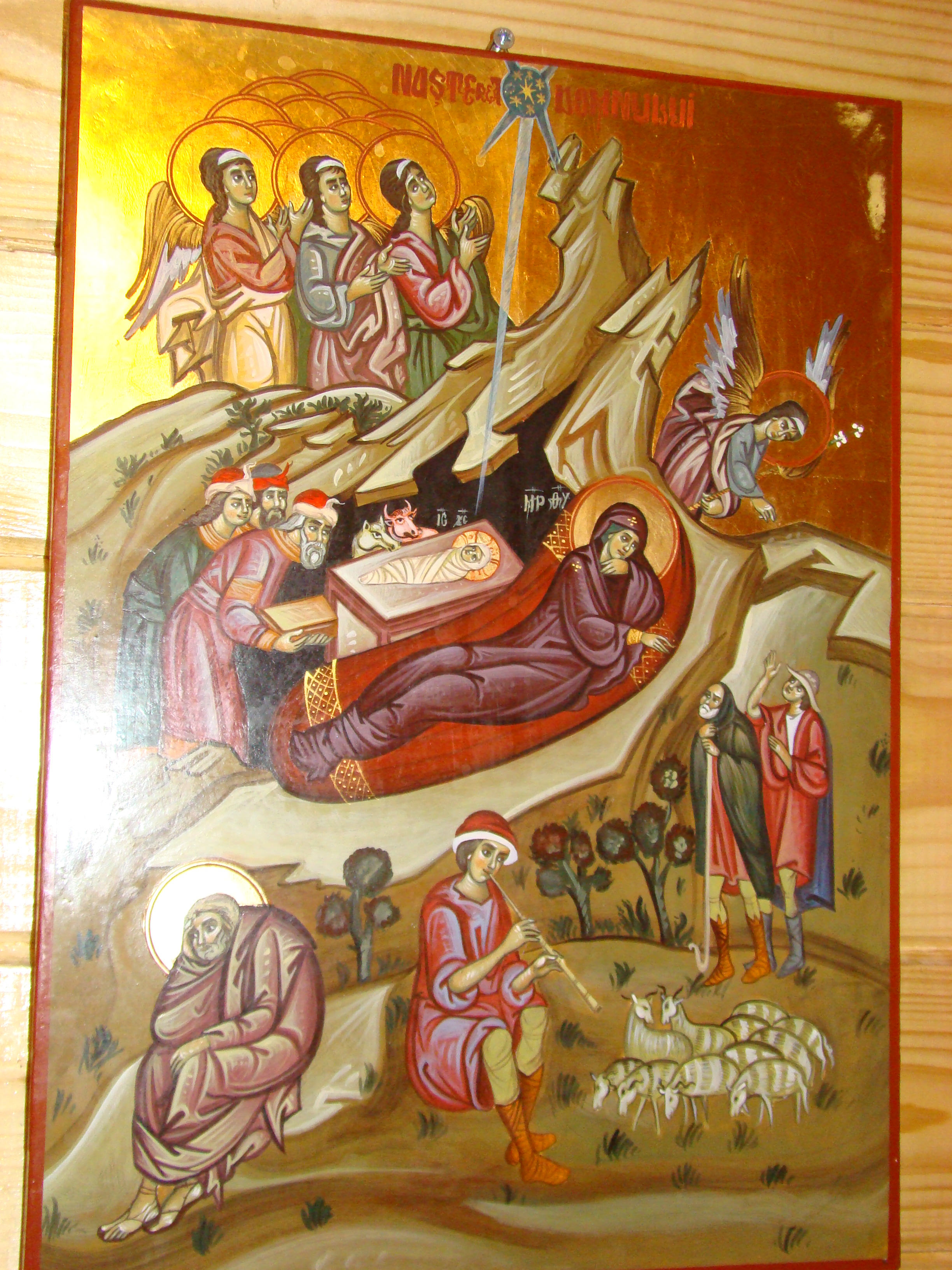
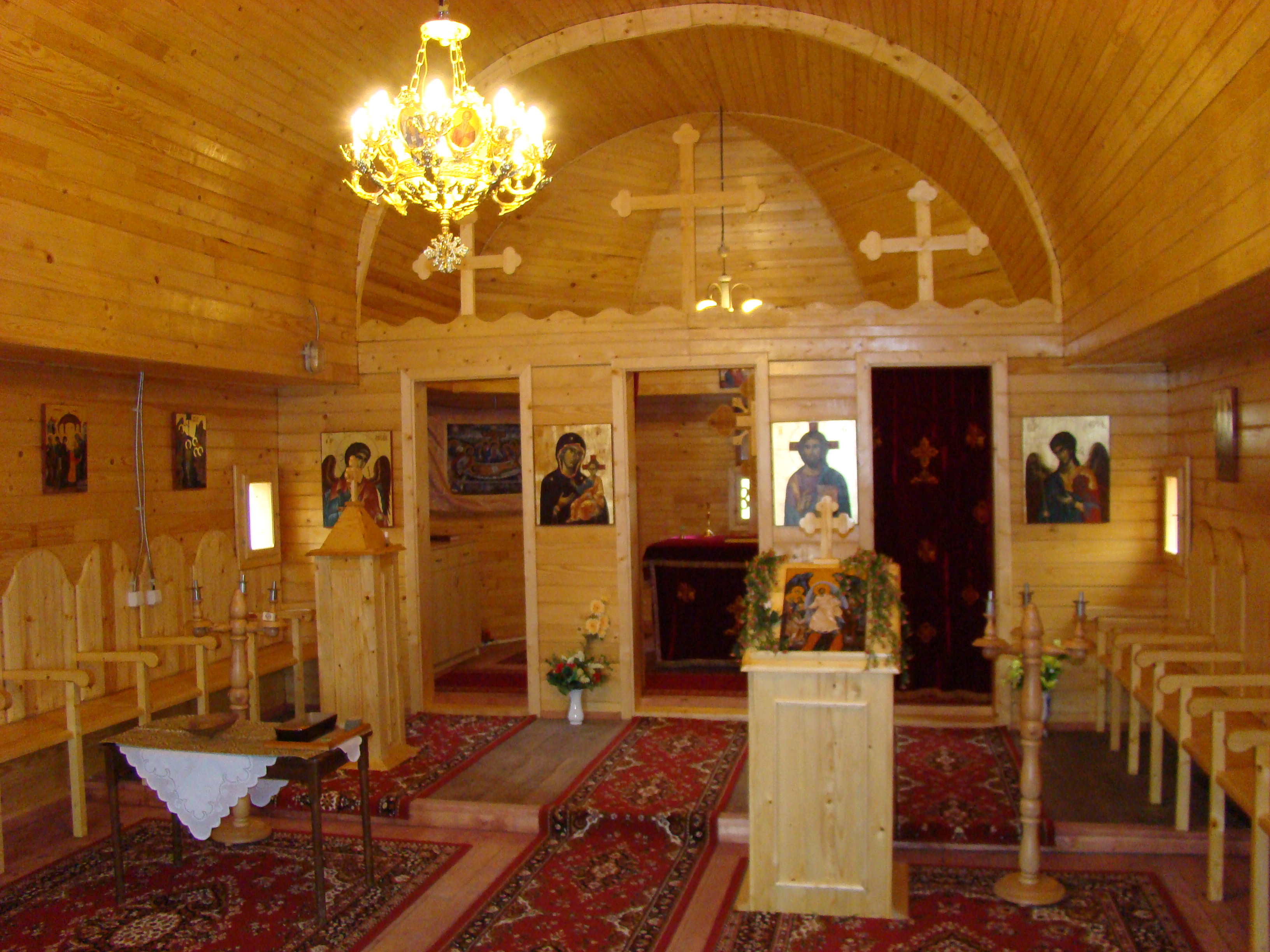
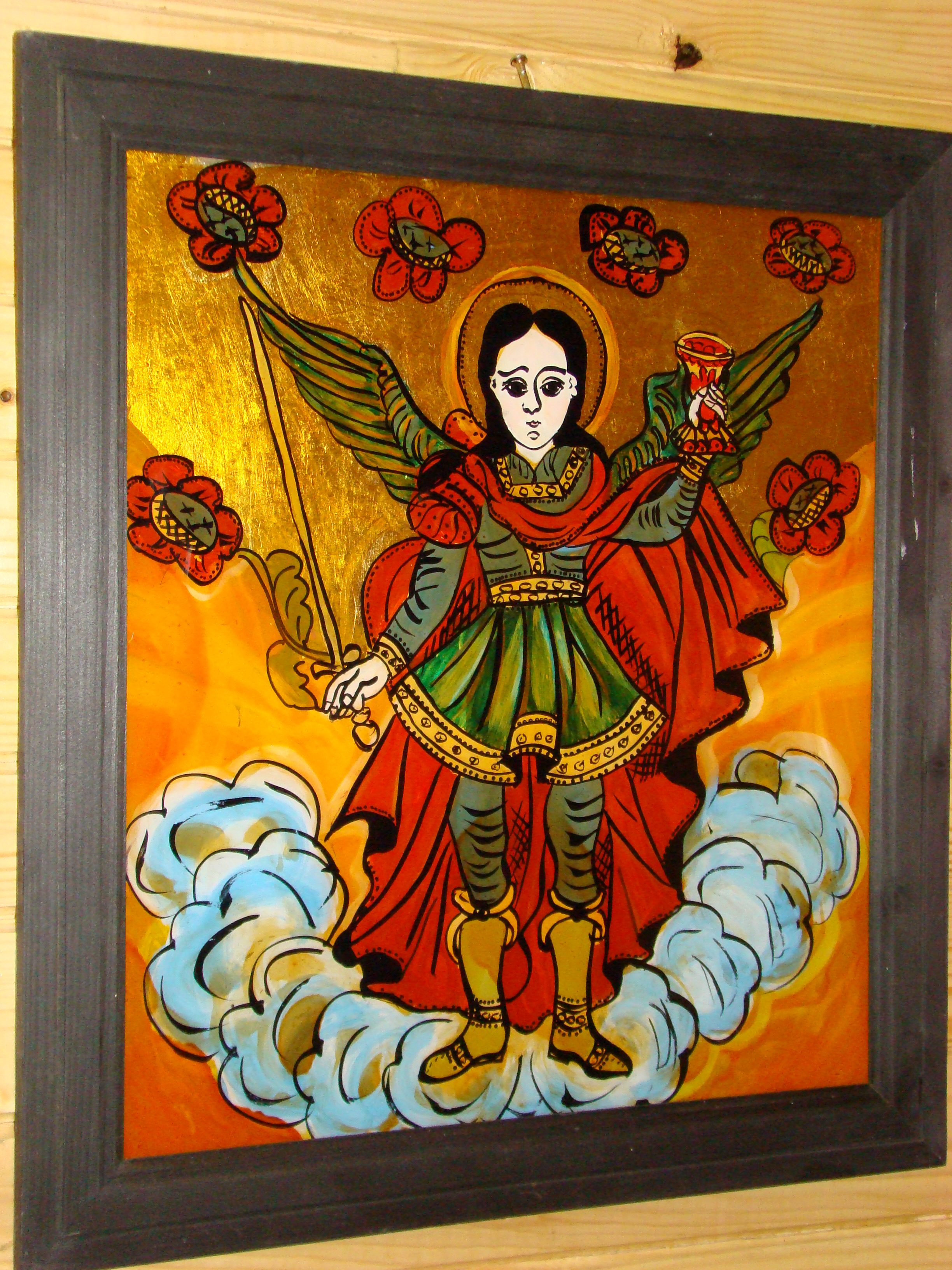
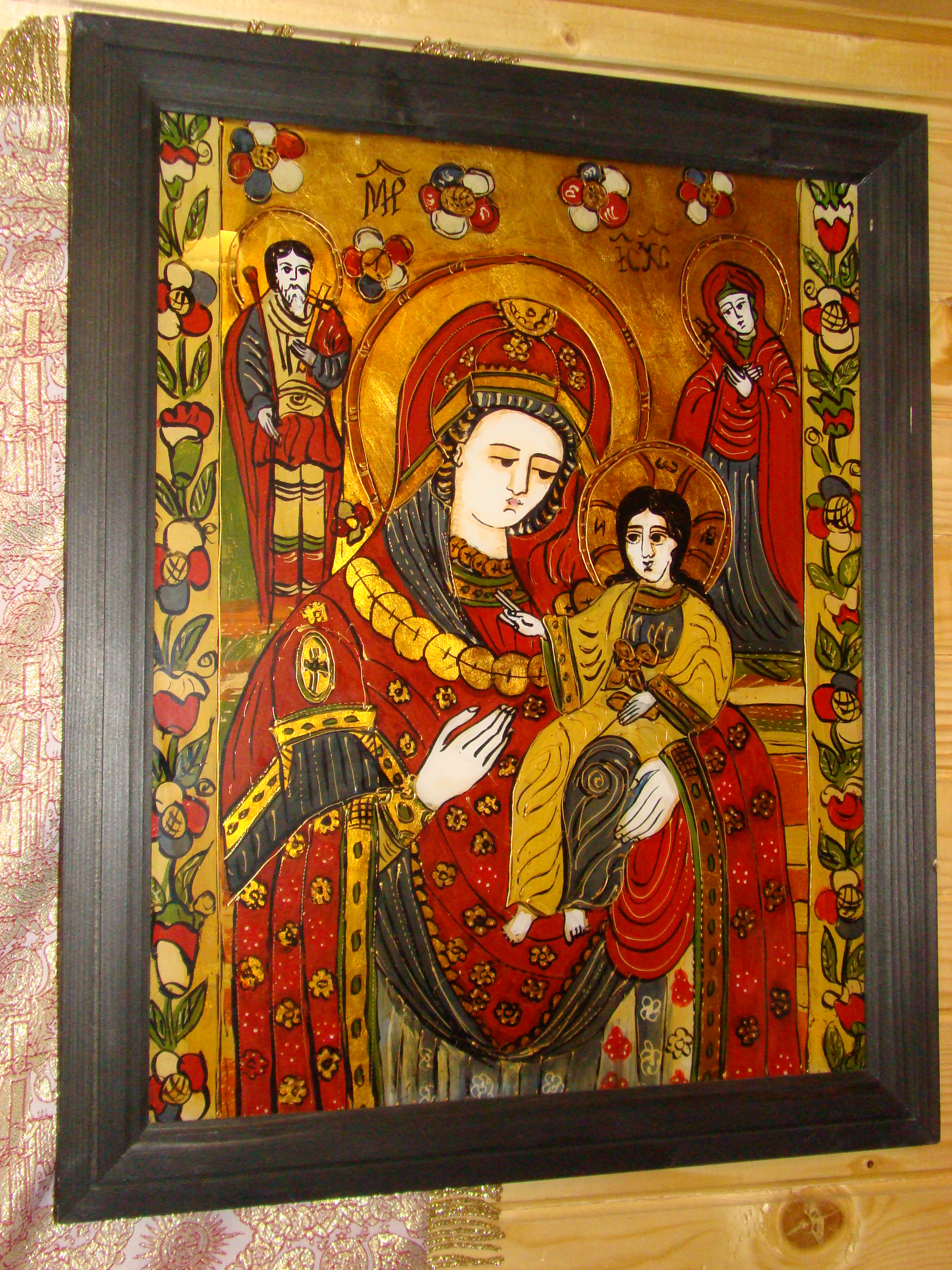
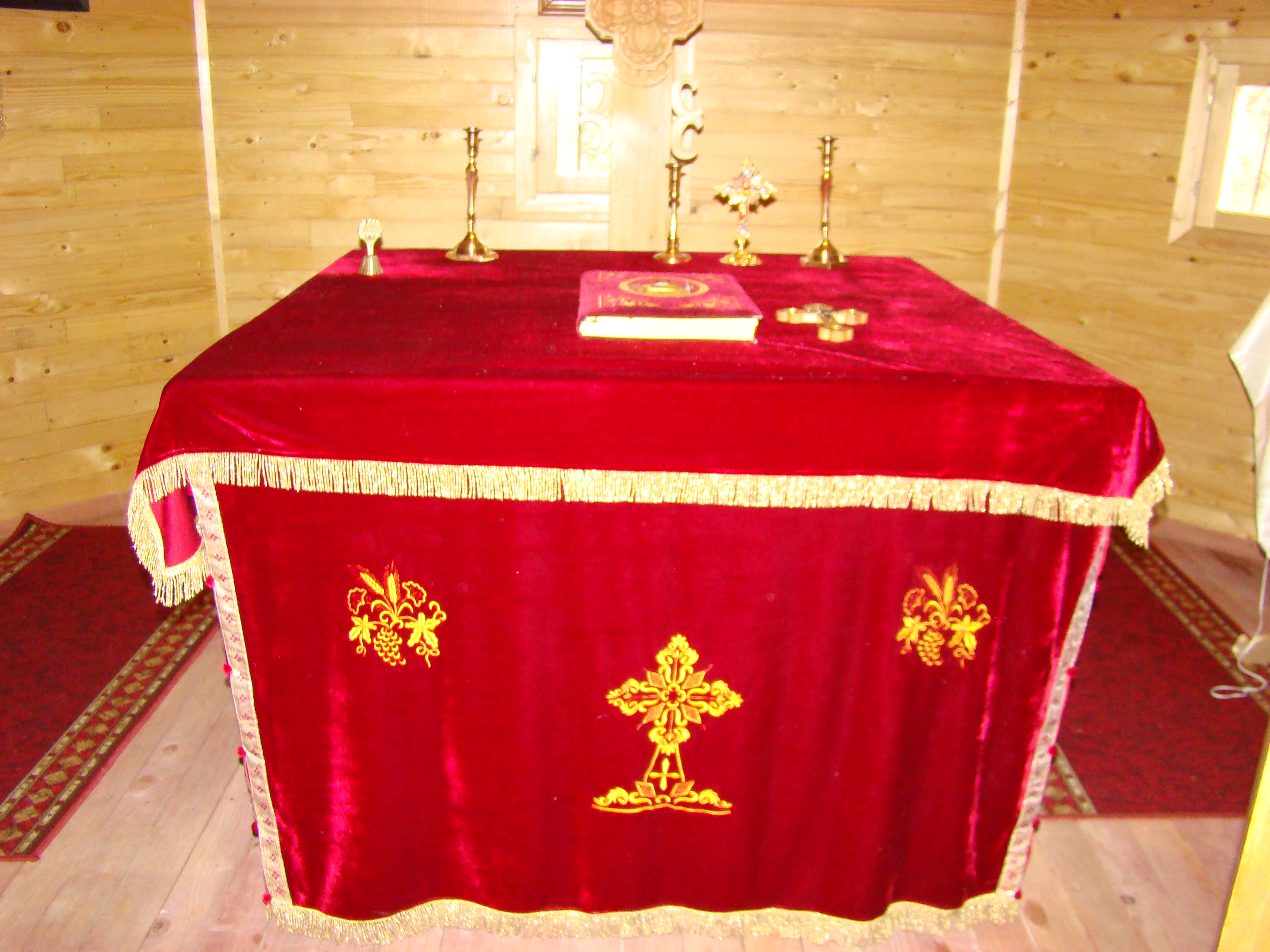
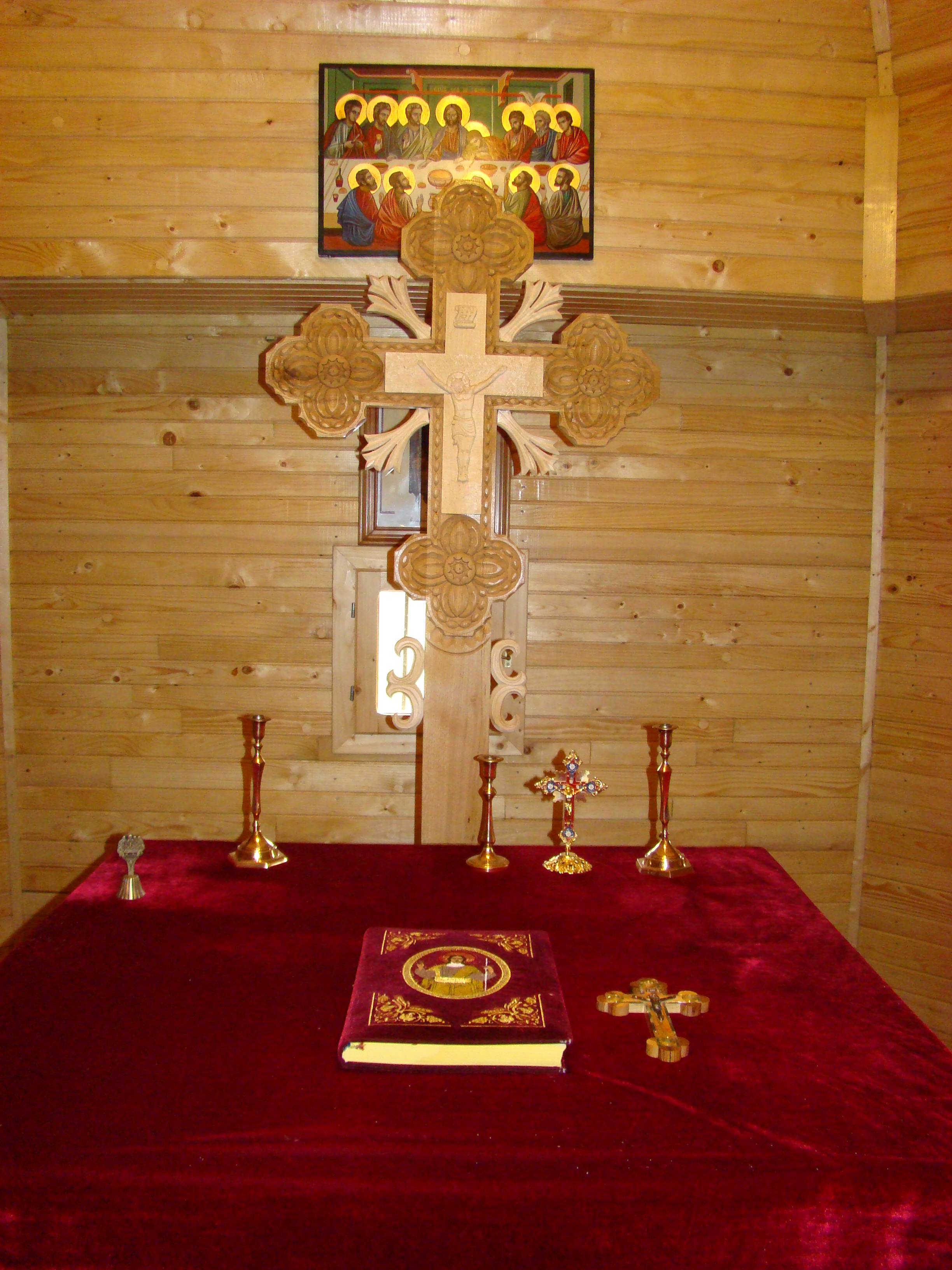